# Ausbesserungswerk Dessau

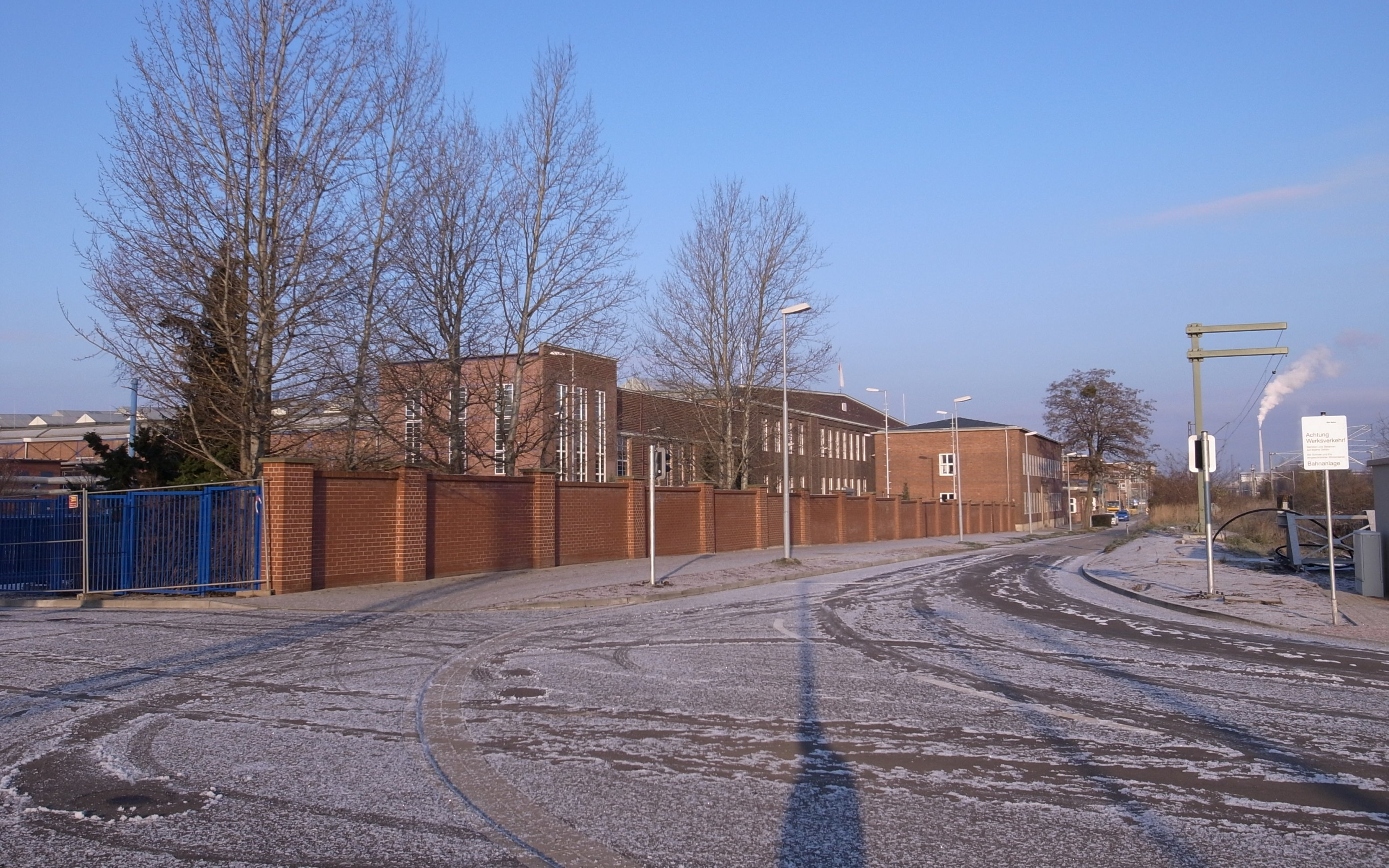
DB Fahrzeuginstandhaltung GmbH Werk Dessau

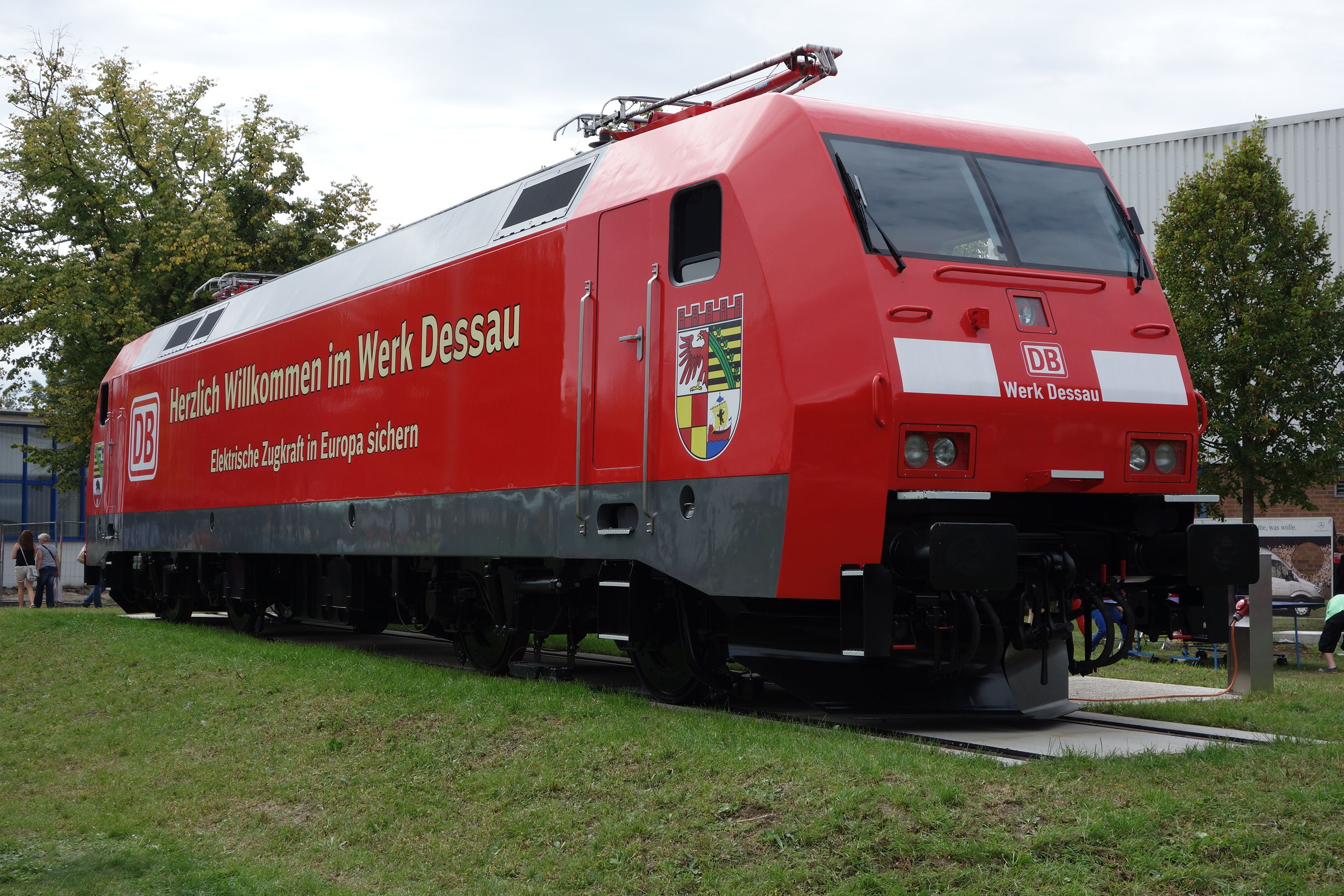
Repräsentations-Lok des Werks

Das Werk Dessau ist ein Ausbesserungswerk der Deutschen Bahn in der sachsen-anhaltischen Stadt Dessau-Roßlau. Es gehört unternehmensorganisatorisch zur DB Fahrzeuginstandhaltung und ist innerhalb des DB-Konzerns für die sogenannte schwere Instandhaltung von Elektrolokomotiven und deren Komponenten zuständig.

## Lage

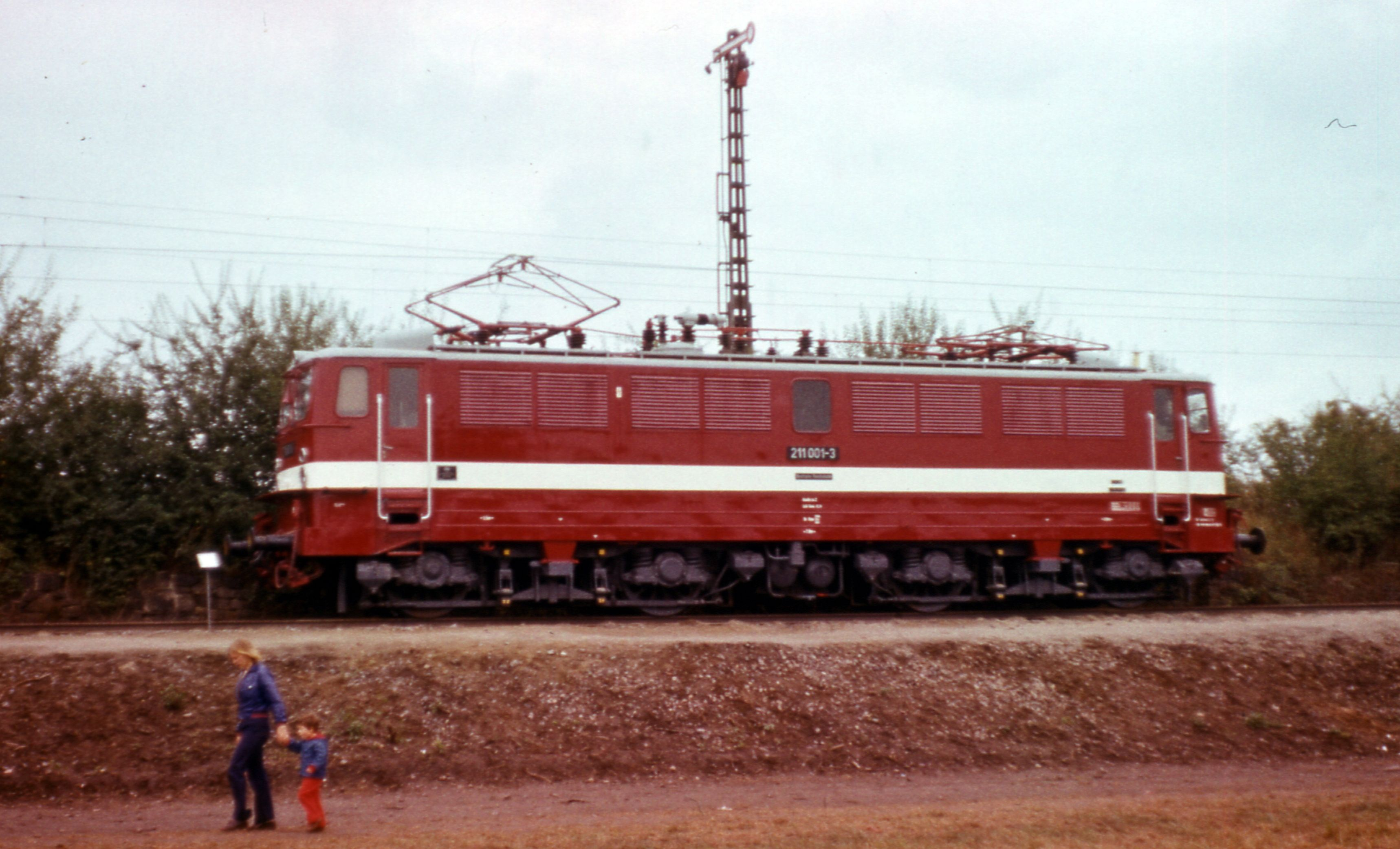
211 001 auf dem Prüfgleis (1979)

Das Instandhaltungswerk liegt im Stadtteil Süd, westlich des Eisenbahnhaltepunkts Dessau Süd der Bahnstrecke Trebnitz–Leipzig. Im südlichen Gleisfeld des Hauptbahnhofs Dessau zweigt ein Anschlussgleis zum Ausbesserungswerk ab. Dieses verläuft südwärts bis in Höhe der Ludwigshafener Straße parallel zur Bahnstrecke nach Leipzig, wo es dann in das Werksgelände einbiegt und sich in einer Gleisharfe aufgliedert.
Zwischen Bahnstrecke und Werksgelände verlief ein 1929 errichtetes und ursprünglich 1,3 Kilometer langes Probegleis, auf dem Elloks nach der Instandhaltung getestet wurden. Mit dem Wiederaufbau nach dem Zweiten Weltkrieg wurde die Möglichkeit der Einspeisung von unterschiedlichen Spannungen geschaffen. Heute ist das Gleis weitgehend abgebaut, eine Informationstafel erinnert an dessen Geschichte.

## Geschichte
Anfang des 20. Jahrhunderts rückte neben der Dampflokomotive eine neue Traktionsvariante in das Blickfeld der Eisenbahntechnik – die elektrische Traktion. Der preußische Staat entschied sich zur Erprobung dieser Technologie für zwei Eisenbahnstrecken – eine Gebirgs- und eine Flachlandstrecke. Die Wahl fiel einmal auf die Strecke Lauban – Königszelt und einige abzweigende Nebenstrecken – eine Eisenbahnstrecke im niederschlesischen Bergland und auf die Strecke von Dessau nach Bitterfeld. Für die Instandhaltung der elektrischen Fahrzeuge benötigte man Erhaltungskapazitäten. Zunächst wurde im Ausbesserungswerk Halle (Saale) eine elektrotechnische Abteilung eingerichtet. Mit dem Wiederaufbau der elektrischen Zugförderung nach dem Ersten Weltkrieg und ihrer vorgesehenen Ausweitung zeigte sich jedoch, dass kein vorhandenes Ausbesserungswerk im mitteldeutschen Gebiet Kapazitäten für die zusätzliche Erhaltung von Elektrolokomotiven hatte. Deshalb wurde ein neues Werk geplant.

### Bau

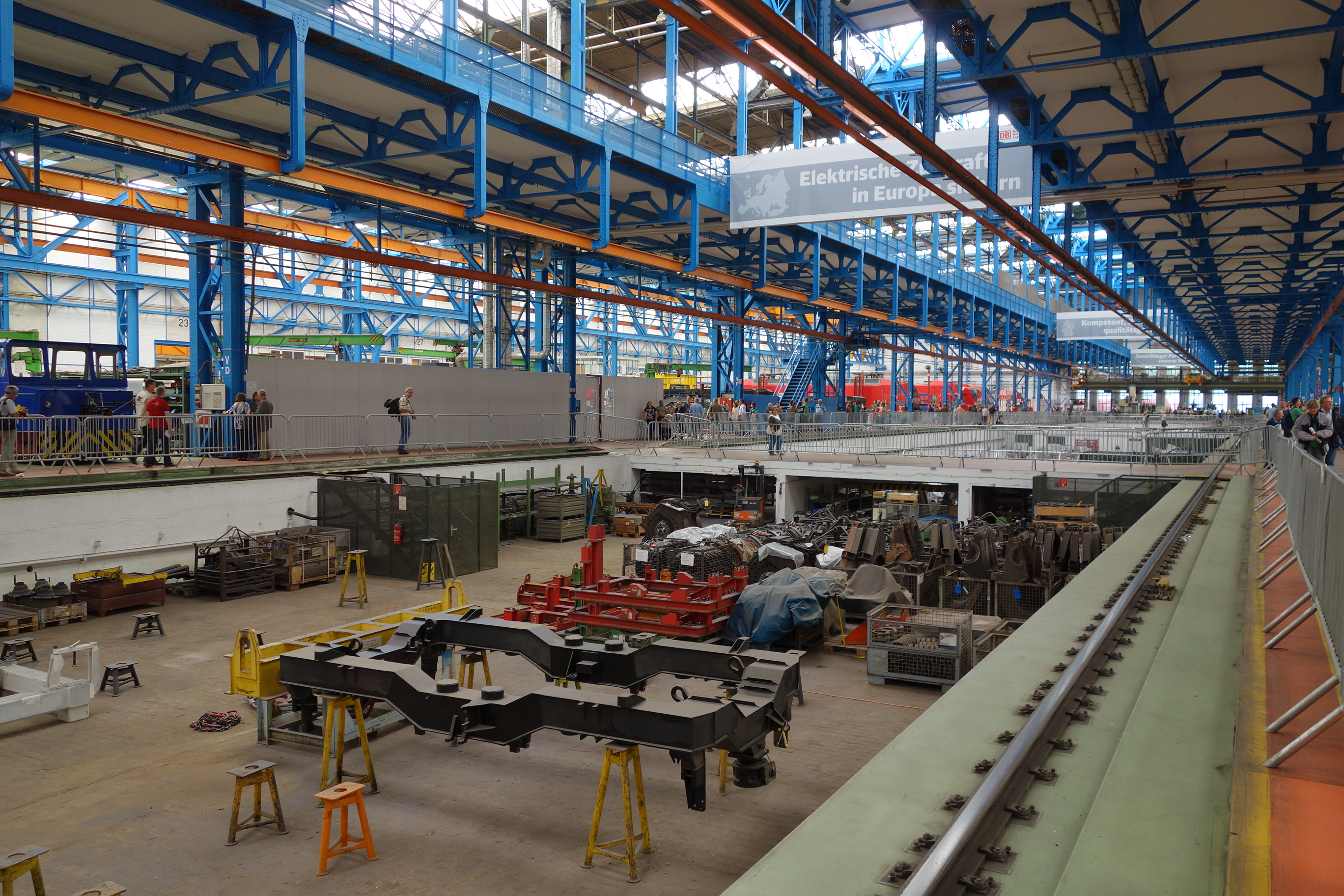
Werkhalle 1

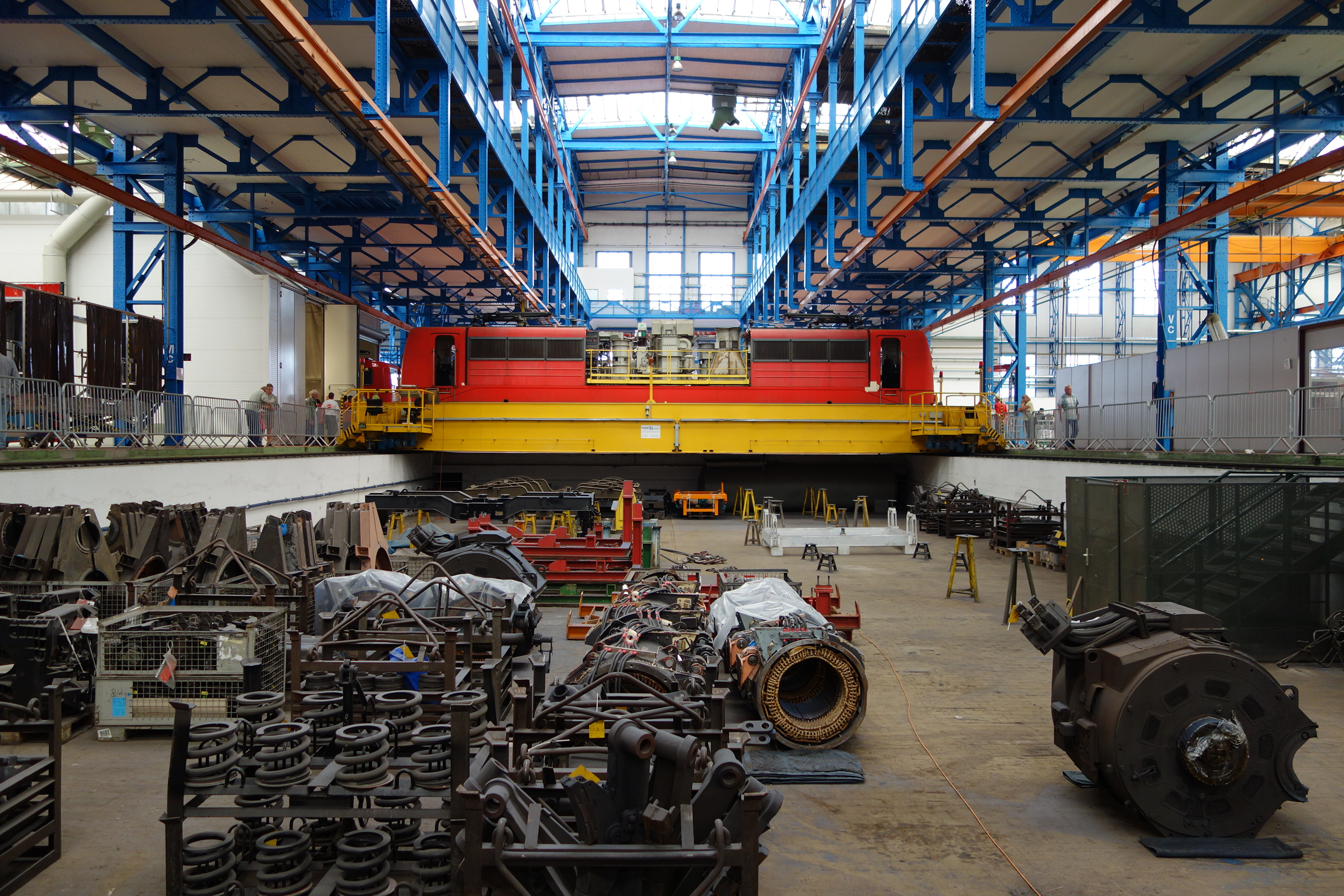
Schiebebühne und Arbeitsgrube

1922 waren die Planungen abgeschlossen und die Entscheidung auf die Stadt Dessau gefallen, da die Stadt am elektrifizierten Streckennetz in Mitteldeutschland lag und die Grundstückspreise in der Stadt niedrig waren. Projektiert wurde das Reichsbahnausbesserungswerk von Wilhelm Sorger, Regierungsbaurat der Reichsbahndirektion Halle. Es sollte ein Werk nach den modernsten Anforderungen entstehen, dazu zählten unter anderem: die spätere Erweiterbarkeit des Werkes, möglichst kurze Förderwege und die Anordnung der Werkstätten nach dem technologischen Fluss. Im März des nächsten Jahres begannen dann die Bauarbeiten im Auftrag der Stadt, aber auf Rechnung der Reichsbahn. Als erstes entstand der Haltepunkt Dessau Süd. Gleichzeitig wurde der Bahnhof Haideburg für den Reiseverkehr geschlossen. Zwischen 1924 und 1925 entstanden unter anderem die Schiebebühnengrube, die Achssenke und das Kellergeschoss für das Kesselhaus. Auch die Fundamente für die Stahlkonstruktion wurden fertiggestellt. In der nächsten Zeit wuchs die Werkhalle 1 in die Höhe. Die Werkhalle 1 ist in sieben Längs- und zwei Querhallenschiffe untergliedert, hat eine Grundfläche von 30.385 m² und ist 19 Meter hoch. Die Hallenhöhe ermöglichte die Anordnung von mehreren Kranbahnen übereinander und das Heben von Lokkästen über andere Lokomotiven hinweg. Mit den Lokhebekränen war es möglich, Einzellasten bis zu 160 Tonnen anzuheben. Die Länge der Arbeitsstände für Lokomotiven betrug 26 m. Im Hallenschiff V fährt eine Schiebebühne und ermöglicht den Wechsel zwischen den nördlich und südlich der Schiebebühne gelegenen Lokständen. Unter der Schiebebühne befindet sich eine Grube, die in vier gleich große Räume unterteilt ist und bis heute als Lager genutzt wird. Der gesamte Bau samt maschineller Ausrüstung kostete 30 Millionen Reichsmark.

### Inbetriebnahme
Am 2. Dezember 1929 wurde nach etwa sechs Jahren Bauzeit das Ausbesserungswerk in Betrieb genommen. Das Werk war damals eine Betriebsabteilung des Reichsbahnausbesserungswerkes (Raw) Halle und besaß eine Belegschaft von 180 Personen. Die erste auszubessernde Lokomotive war die am 20. November 1929 im Bahnhof Dessau verunfallte E 50 50. Die Deutsche Reichsbahn teilte dem Werk zuerst die Elektrolokomotivbaureihen E 01, E 06, E 30, E 71 sowie die E 77 zu. Anfang der 1930er Jahre folgten Kleinlokomotiven (bis 100 PS), Verbrennungsmotortriebwagen, Omnibusse und deren Anhänger sowie andere Personenkraftwagen.

### Selbstständigkeit

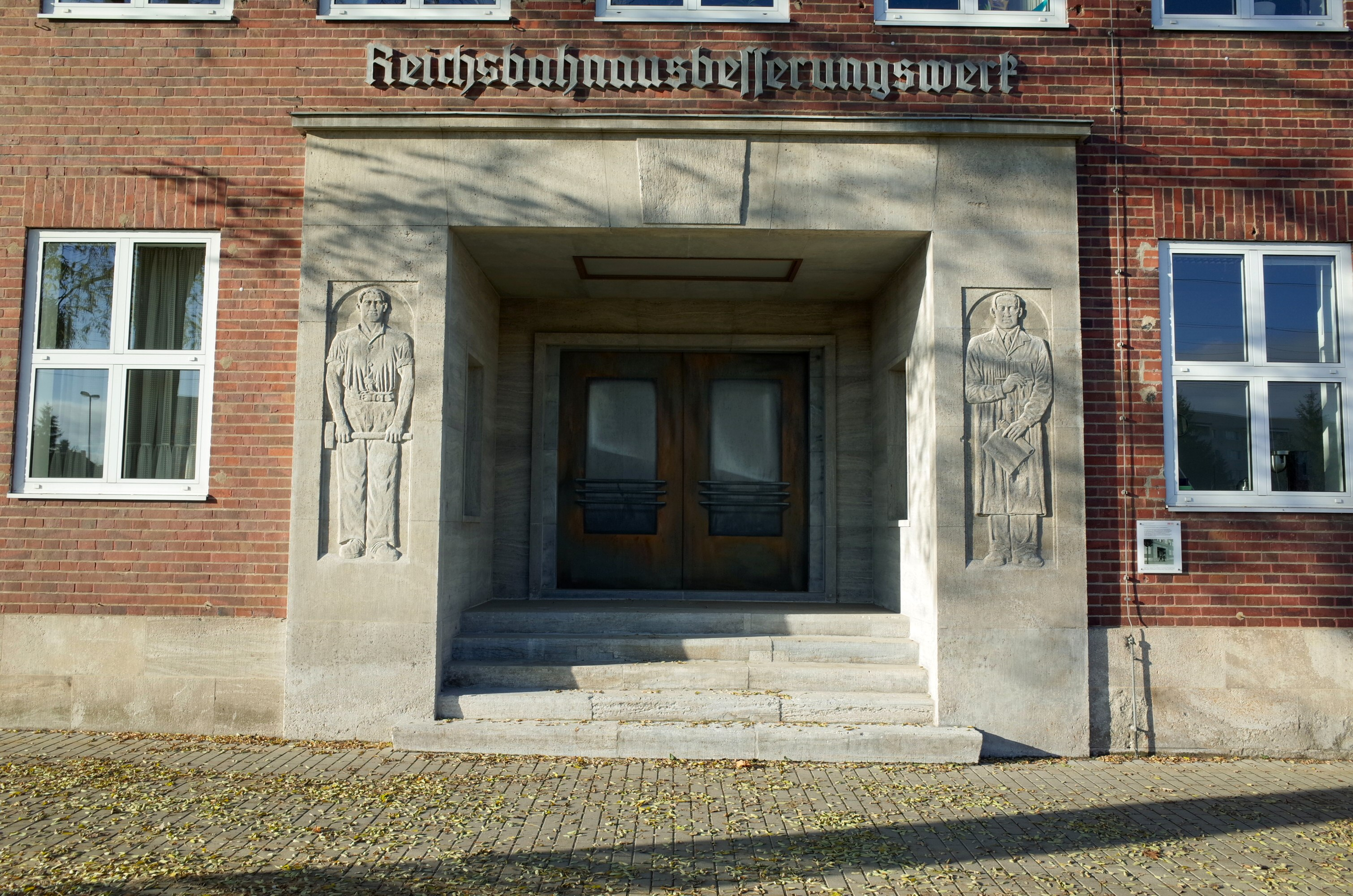
Wandrelief am Verwaltungsgebäude 1 mit dem Schriftzug Reichsbahnausbesserungswerk

Am 1. August 1933 wurde das Werk nach einem Beschluss der Deutschen Reichsbahn ein eigenständiges Reichsbahnausbesserungswerk. Die Anzahl der Mitarbeiter war auf über 400 gestiegen. Im Herbst des gleichen Jahres musste das Werk mehr als die Hälfte seiner Hallenflächen für einen Pachtzins in Höhe von 100.000 Reichsmark an die Junkerswerke vermieten. Die anfallenden Instandhaltungsarbeiten mussten nun auf einer deutlich geringeren Grundfläche erledigt werden, das wiederum führte bei der Verwaltung dazu, dass man dem Werk 1,5 Millionen Reichsmark zur Erweiterung des Werkes bewilligte. Man nutzte diese Gelder zum Bau zweier Verwaltungsgebäude, einer Kantine und einer Werkhalle für Triebwagen (heute Halle 2). Bis 1936 folgten ein Verbrennungsmotorprüfstand, Prüffeld für Triebwagen sowie eine Außenschiebebühne.

### Zweiter Weltkrieg
Der Beginn des Zweiten Weltkrieges am 1. September 1939 veränderte an den prinzipiellen Aufgaben des Werkes nichts, da die elektrische Zugbeförderung im Krieg keinen höheren Stellenwert im Vergleich zu den Vorkriegsjahren besaß. Den ersten Bombenangriff, der vermeintlich dem Werk galt, gab es am 16. Januar 1945. Drei Sprengbomben trafen beim Angriff das Werk, weitere 27 fielen in 50 bis 200 Metern Entfernung. Die schwersten Zerstörungen erfuhr das Werk jedoch beim Bombardement auf die Stadt Dessau am 7. März 1945. Die Stadt wurde dabei zu großen Teilen zerstört und das Werk war zu 60 Prozent schwer beschädigt. Das Kriegsende erlebte das Ausbesserungswerk nach achttägiger Belagerung am 21. April 1945 – amerikanische Truppen besetzten die Stadt und auch das Raw Dessau.
Die Amerikaner fanden die Halle 1 nach Bombardement, Belagerung und Brand stark beschädigt vor. Die Oberlichter, Fenster und die Büros am Ostgiebel waren zerstört. Die Halle 2 und die Kantine waren völlig ausgebrannt. Bereits durch die Kriegshandlungen waren zahlreiche technische Unterlagen, Maschinen und Messmittel verbrannt oder zerstört. Die kritische Lage wurde mit dem Abtransport erhaltener technischer Unterlagen durch die amerikanischen Besatzer noch verstärkt. Erst in den Anfangsjahren der DDR, 1954, konnte die Deutsche Reichsbahn die Unterlagen zurückkaufen. Am 9. Juli 1945 fand der verabredete Gebietsaustausch zwischen den Siegermächten statt. Die anhaltischen Gebiete kamen zur sowjetischen Besatzungszone unter deren Militäradministratur.
Am 31. August 1945 befahl die Sowjetische Militäradministration in Deutschland (kurz: SMAD) dem Präsidenten der Zentralverwaltung des Verkehrswesen die Reparatur von Lokomotiven und Wagen zu organisieren. Allein in der sowjetisch besetzten Zone gab es knapp 5000 Lokomotiven und 33.000 Wagen. Dies war der Startschuss für die Wiederaufnahme des Betriebes im Ausbesserungswerk. Im Werk arbeiteten im Oktober 1945 bereits wieder 845 Mitarbeiter, aber die Zahl der Mitarbeiter war immer noch niedriger als die während des Krieges. So arbeiteten beispielsweise im Januar 1945 1066 Personen im gesamten Werk. Die Wiederaufnahme des Betriebes war auf Grund fehlender oder nicht zuordenbarer Ersatzteile, fehlender Zeichnungsunterlagen und kaputtem Maschinenpark sehr schwierig. Glücklicherweise stellte sich heraus, dass einige Mitarbeiter des Technischen Büros während der letzten Kriegstage Zeichnungen versteckt oder Skizzen angefertigt hatten.
Die ersten Ausbesserungsarbeiten fanden an Verbrennungstriebwagen, Steuer- und Beiwagen sowie Güter- und Kleinbahnwagen statt. Später folgten auch Dampfkessel und Schlepptender, sogar zwei Dampflokomotiven (38 1713 und 38 2958) wurden aufgearbeitet bzw. ausgebessert.

### Demontage
Nach dem Potsdamer Abkommen, das besagte, dass alle Kriegsbetriebe zu demontieren seien, fiel auch das Ausbesserungswerk Dessau unter diese Bestimmung, da dort auch Teile für die damals dem Luftfahrtministerium und somit quasi der Wehrmacht unterstellten Junkers Flugzeug- und Motorenwerke gefertigt wurden. 1946 begann die Demontage im Werk mit dem Abbau der elektrischen Zugbeförderung. Die im Werk eingerichtete Demontageaufsicht ließ 85 Prozent der Ausrüstung abbauen und in die Sowjetunion versenden. Darunter fielen unter anderem Lokhebekräne, Radsatzdrehmaschinen und Stromerzeugungsanlagen. Zu guter Letzt wurden auch die verbliebenen Elektrolokomotiven gesammelt, zu Lokzügen zusammengestellt und ebenfalls abtransportiert. Die Demontage endete nach neun Monaten am 31. Dezember.

### Neubeginn und DDR-Zeit

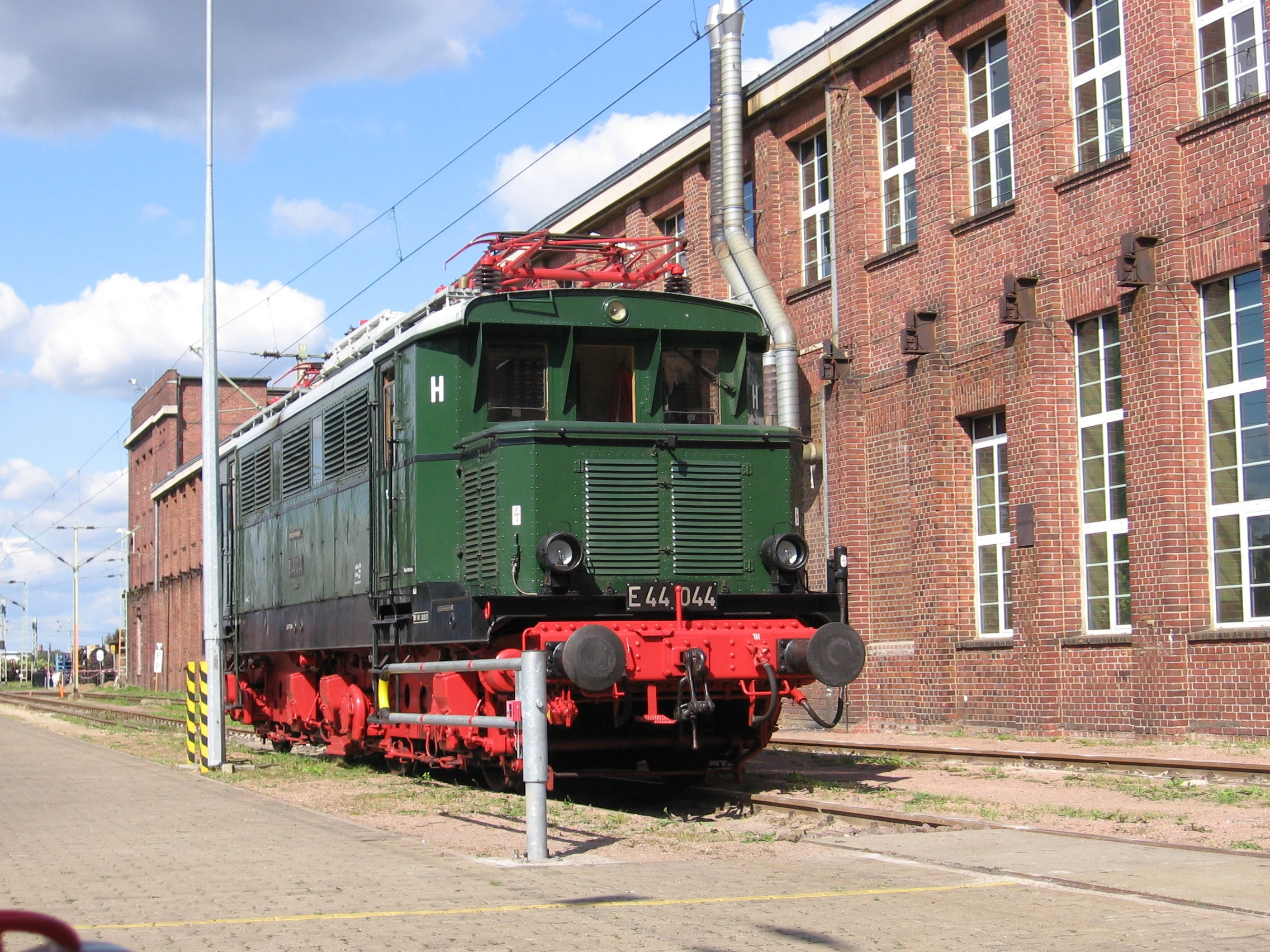
Eine E 44 auf dem Werksgelände

Erst Ende 1952 konnte mit der Rückführung der beschlagnahmten Lokomotiven, Anlagen und Ersatzteile aus der Sowjetunion die elektrische Zugförderung wieder aufgenommen werden. Das Werk war nun ein Werk im Instandhaltungskonzept der Deutschen Reichsbahn. Auch wurden die Werkhalle 2, die Verwaltungsgebäude und der Speisesaal wieder aufgebaut, weil man in das Werk wieder Arbeiten für die Flugzeugindustrie einlagern wollte. Die Episode Flugzeugbau war nach dem 17. Juni 1953 beendet. Das Raw Dessau erhielt den Auftrag, die zurückgeführten Ellok aufzuarbeiten. Der Zustand der Maschinen war schlecht, die neueren der Reihen E 44 und E 94 waren für den Versuchsbetrieb bei Perm auf russische Breitspur und SA3-Mittelpufferkupplungen umgebaut worden, obwohl sie für beide Änderungen konstruktiv nicht ausgelegt waren. Die Drehgestelle mussten daher mit hohem Aufwand in den Lieferzustand gebracht werden. Die übrigen Lokomotiven, darunter sämtliche mit Stangenantrieb, waren seit ihrer Abgabe 1946 unkonserviert und ungeschützt im Freien abgestellt. Außerdem waren die etwa 5000 Zeichnungen, die die Luftangriffe überstanden hatten, ebenfalls mit abgeliefert und nicht zurückgeführt worden. Wiederaufgebaut wurden neben 46 E 44 und 23 E 94 zwölf E 04, zwei E 17, drei E 18, zwei E 21, zehn E 77, drei E 95 sowie das Einzelstück E 05 103. Es wurden auch Treib- und Kuppelstangen für Dampf- und teilweise auch Elektrolokomotiven gefertigt. Die ausgebesserten Elektrolokomotiven mussten wegen der fehlenden Fahrleitung zur Probefahrt bis in den März 1958 nach Köthen überführt werden. Auf der Bahnstrecke Köthen–Halle stand die Fahrleitung schon seit 1955 wieder unter Spannung, die Strecke Dessau–Bitterfeld folgte erst am 17. März 1958. Bereits am 26. Juli 1957 konnte dank der weiter ausgebauten Infrastruktur innerhalb des Werkes die 50. instandgesetzte Ellok dem Betrieb übergeben werden.

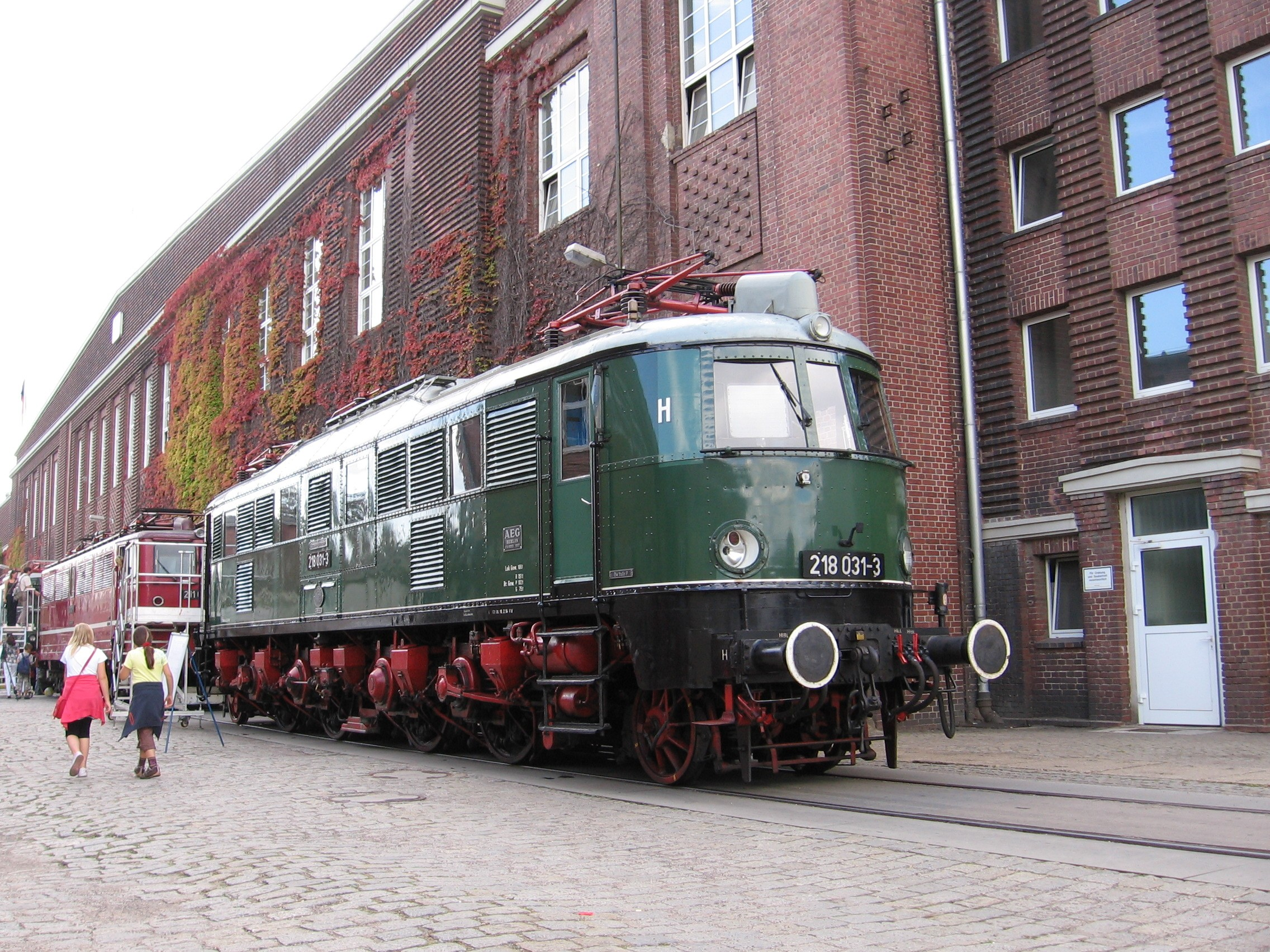
Die 218 031 vor der Werkhalle 1

Am 1. Oktober 1960 erhielten die ersten drei Fahrzeuge bei der Abnahmeprüfung die Qualitätsnote 1, darunter eine Ellok der Reihe E 18, eine Kleinlok und ein Triebwagen. Das Werk konnte nun erstmals Garantiefristen übernehmen. Neben der Instandhaltung kam im Jahr 1960 eine weitere Aufgabe hinzu; man übernahm den Auftrag zum Neubau von 30 Kleinlokomotiven (Kö) der Leistungsgruppe II. In den Loks wurden Getriebe und Motoren aus DDR-Produktion verbaut.

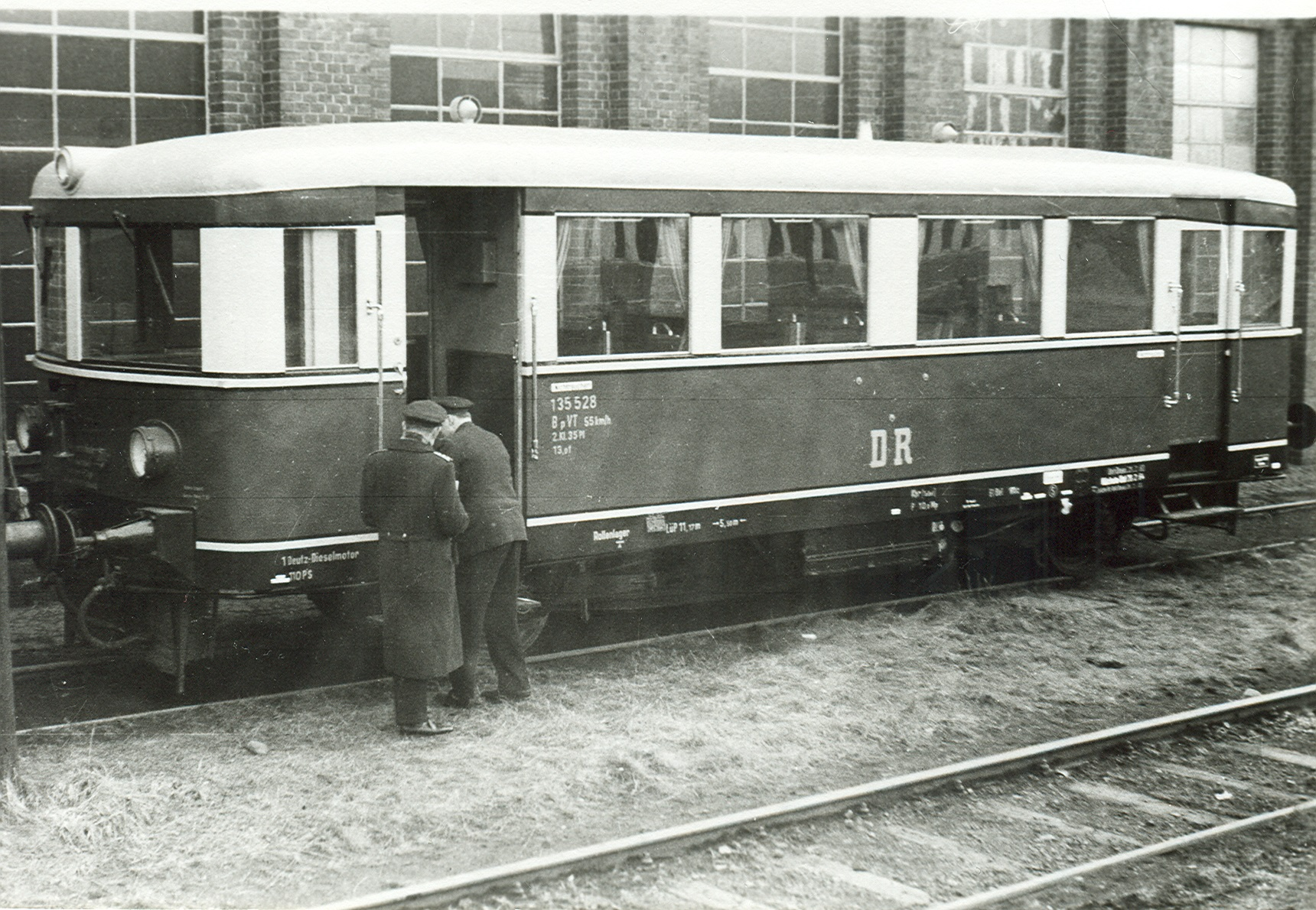
VT 135 im Raw Dessau (1964)

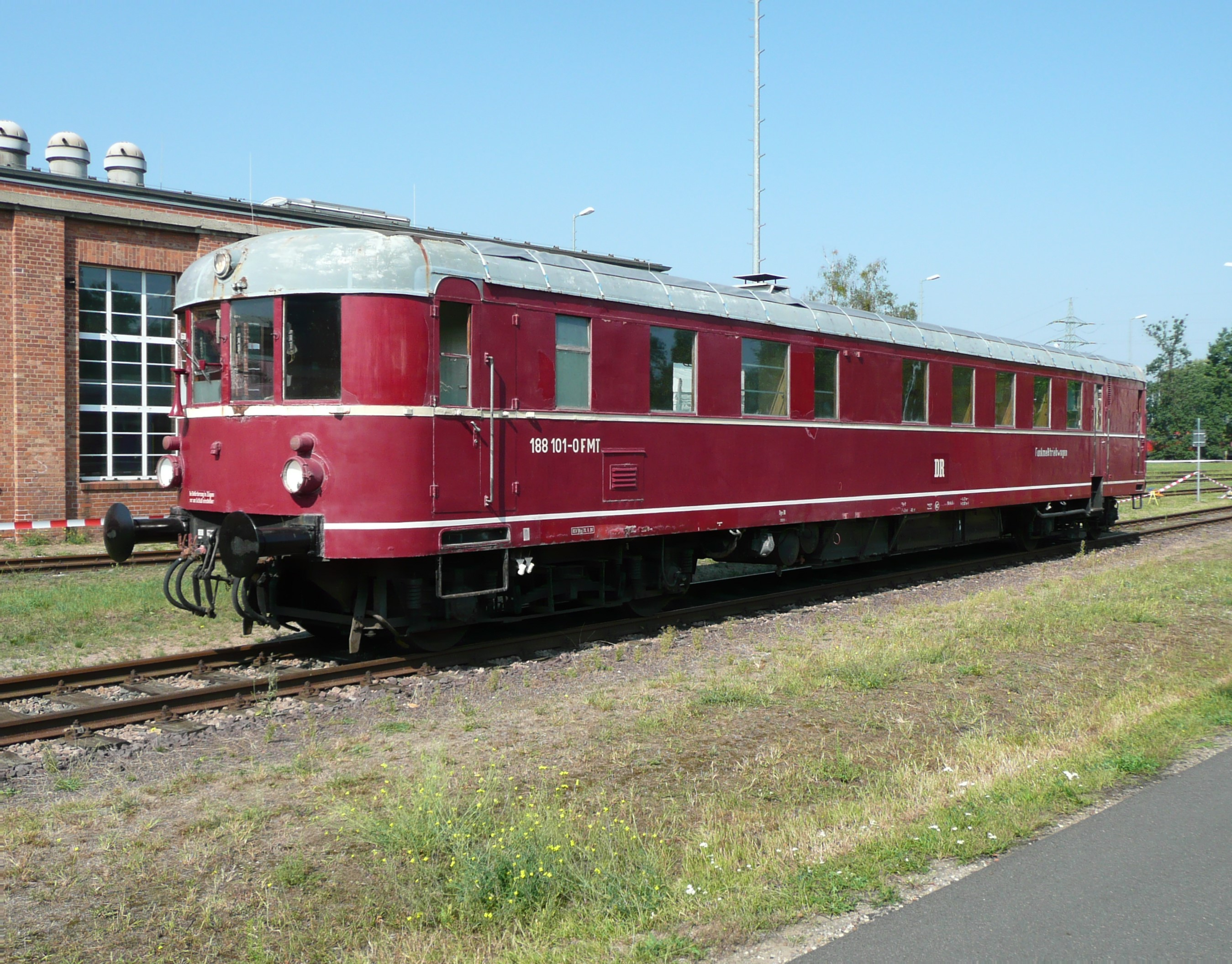
VT 137 Eilzugwagengrundriss zum Tag der offenen Tür im Aw Dessau (2019)

In den 1960er Jahren stieg der Fahrzeugbedarf bei der Deutschen Reichsbahn so stark, dass man neue Fahrzeuge beschaffen musste. Nach der Erprobung der im LEW Hennigsdorf gebauten E 11 001 und 002 wurden die ersten 20 Lokomotiven der Baureihen E 11 und E 42 in Dessau in Dienst gestellt. Außerdem wurde das Raw zur Kundendienstvertragswerkstatt für die aus der Tschechoslowakei importierten Diesellokomotiven der Baureihe V 75. Das Raw Dessau hatte im Jahr 1962 einen Erhaltungsbestand von 105 elektrischen Lokomotiven, darunter in verschiedensten Stückzahlen die Baureihen E 04, E 05, E 17, E 18, E 21, E 44, E 77, E 94 und E 95. Zusätzlich war das Raw Dessau auch für die Verbrennungstriebwagen VT 135 und VT 137 sowie den elektrischen Triebwagen ET 25 012 zuständig. Der ausgebrannte Triebwagen wurde 1959 im Werk wieder aufgebaut und erhielt dabei einen aus dem Steuerwagen ES 25 005 entstandenen Mittelwagen.
Die genannten Diesel- und Elektrotriebwagen blieben nur bis zu einer Umordnung der Werke 1965 in Dessau beheimatet. Nach der Neuordnung wurde ihre Erhaltung an die Raw Berlin-Schöneweide und Wittenberge ausgegliedert. Dafür erhielt das Raw Dessau die 15 Gleichrichterlokomotiven der Baureihe 251, die auf der Rübelandbahn zwischen Blankenburg und Königshütte im Harz eingesetzt wurden.
Mitte der 1960er Jahre relativierte die Deutsche Reichsbahn ihr Vorhaben der Ablösung des Dampfbetriebes durch Elektrolokomotiven. Der Verdieselungsbeschluss von 1965 beinhaltete das Ziel, bis zum Jahr 1978 einen Dieseltraktionsanteil von 72 % zu erreichen. Neben kurzen Ergänzungsstrecken sollten nur noch begonnene Elektrifizierungsvorhaben fertiggestellt werden. Gründe für einen höher geplanten Dieselanteil waren vermutlich die Fertigstellung der Erdölleitung Freundschaft in die Sowjetunion und damit eine sicherere Versorgung mit Dieselkraftstoff sowie die hohen Kosten der Streckenelektrifizierung. Für die zu beschaffenden Diesellokomotiven benötigte die Reichsbahn eine Inbetriebnahme- und Erhaltungsstelle. Daraus ergab sich für das Werk eine ganz neue Perspektive. Das Raw Dessau wurde gewählt, weil die Diesellokomotiven der Reihen 120 und 130 bis 142 mit dieselelektrischer Kraftübertragung ausgerüstet waren und es bereits Kompetenzen bei der Aufarbeitung von Verbrennungsmotoren besaß. Die ersten beiden indienstgestellten Diesellokomotiven der Baureihe V 200 verließen das Raw Otto Grotewohl, wie das Werk seit 11. Juni 1966 hieß, am 7. November des gleichen Jahres.
1968 begannen die ersten Ausbesserungsarbeiten an den importierten Diesellokomotiven. Die Aufarbeitung von einzelnen Baugruppen und Komponenten der Diesellokomotiven, wie z. B. Drehgestelle, Radsätze und Fahrmotoren, übernahm dabei das Raw Stendal, da dafür die Kapazitäten in Dessau nicht ausreichend waren. Vier Jahre nach der Indienststellung der V 200 erfolgte in der ersten Jahreshälfte 1970 die Indienststellung der ersten Diesellokomotiven der Reihe 130. Die erste Probezerlegung eines elektrischen Fahrmotors der Baureihe 130 fand im Jahr 1972 statt. Im Juni des gleichen Jahres wurde auch die erste ausgebesserte 130 (130 006) dem Maschinendienst übergeben. Um der weiter steigenden Stückzahl von Diesellokomotiven gerecht zu bleiben, wurde das Werk grundlegend umstrukturiert und erweitert. So wurden beispielsweise Großmeistereien gebildet, in denen einem Meister 60 bis 70 Mitarbeiter untergeordnet waren, sowie neue Sozialräume, Lagerbereiche und Werkstätten errichtet.

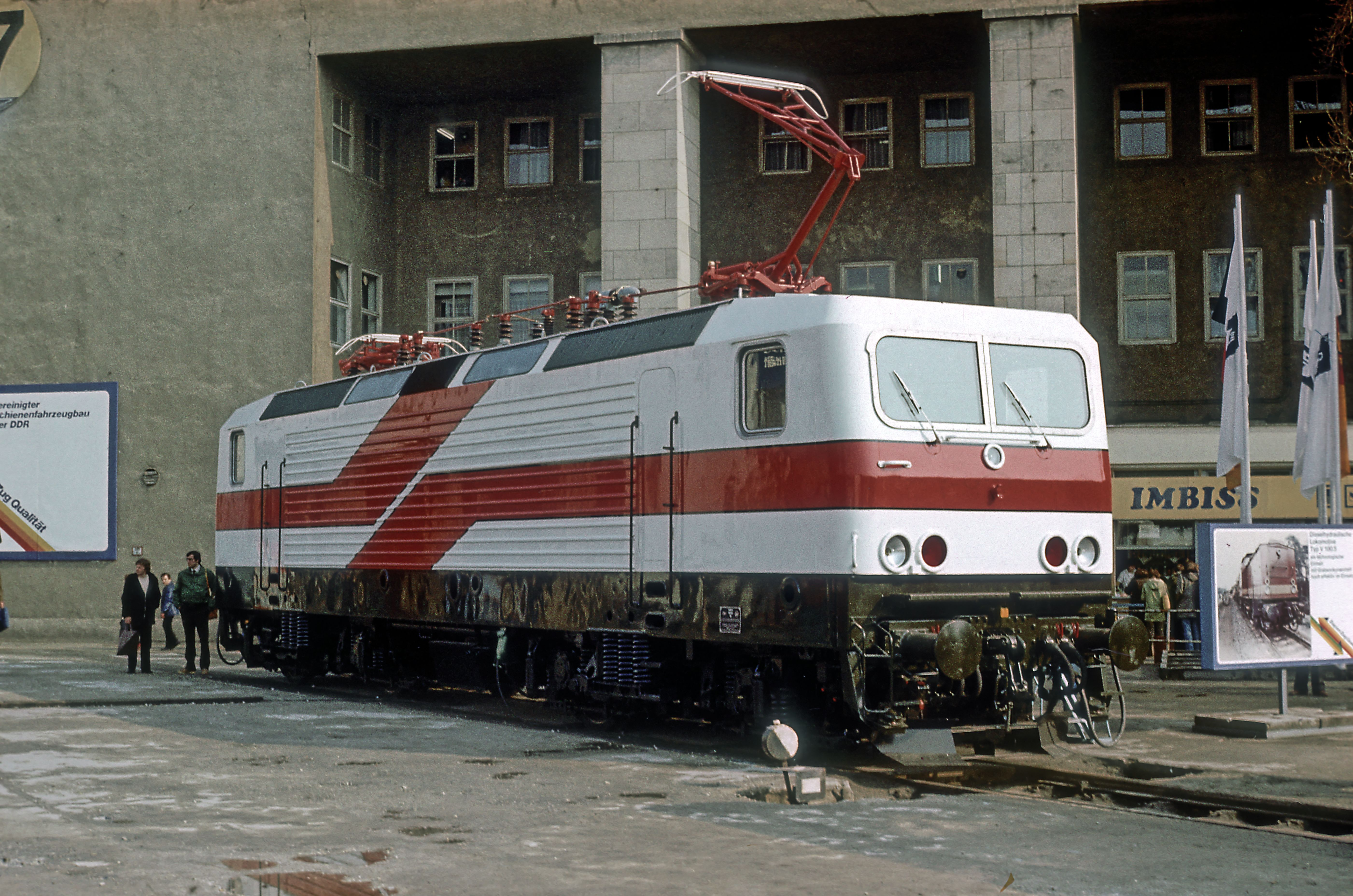
Prototyp 212 001 auf der Leipziger Frühjahrsmesse 1982

Infolge der Ölkrise wurde seitens der Deutschen Reichsbahn Abstand vom Verdieselungsvorhaben genommen und die elektrische Traktion rückte wieder in den Mittelpunkt. Mit der Indienststellung der sechsachsigen Ellok der Baureihe 250, die im Vergleich zu den älteren Bauarten über einen ungleich höheren Anteil an Leistungs- und Steuerelektronik verfügte, wurde die Erhaltung der Diesellokomotiven der Baureihe 130–142 an das Raw Cottbus abgegeben. Bis Anfang 1984 blieb die Erhaltung der Baureihe 120 (ex V 200) und einiger Komponenten der Baureihe 130–142 in Dessau.
Mit der Indienststellung der 212 001 wurde das Raw Dessau 1982 auch für die Lokomotiven der Baureihe 243 zuständig. Im Rahmen der Probezerlegung wurde die 212 001 auf eine Antriebsübersetzung für eine Höchstgeschwindigkeit von 120 km/h umgebaut und in 243 001 umbezeichnet. 1983 wurden die ersten Serienmaschinen in Dienst gestellt. 1986 endete die Aufarbeitung der letzten Diesellokkomponenten. Das Werk war ab nun wieder ein reines Elektrolokomotivenwerk.
Seit 1989 stand fest, dass auch die insgesamt 20 Zweisystemlokomotiven der Baureihe 230, anders als vorher geplant, nicht im Raw Cottbus, sondern in Dessau erhalten werden sollen. Die Probezerlegung der Vorserienlokomotive 230 001 fand jedoch erst 1990 statt. Im gleichen Jahr erreichte auch die Mitarbeiterzahl mit 2059 ihren Höchststand.

### Nach der Wende
Seit dem 16. Januar 1990 besserte das Werk Lokomotiven der Baureihe 150 als Ausbesserungshilfe für die Deutsche Bundesbahn aus, auch die Revisionen dieser Baureihe sollten von da an in Dessau durchgeführt werden. Die ersten drei Bundesbahn-Elektrolokomotiven, die in Dessau ihre Revision erhielten, waren jedoch die 110 114, 140 033 und 140 037. Sie verließen im November 1990 das in Reichsbahnausbesserungswerk Dessau umbenannte Ausbesserungswerk. Aber das Hauptaugenmerk lag weiter auf den Ellokbaureihen der Reichsbahn – so wurde 1990 die tausendste Untersuchung an einer Lokomotive der Baureihe 242 bei der 242 115 durchgeführt, die letzte Lok der Baureihe 243 wurde in Dienst gestellt und die Lokomotiven der Baureihe 254 (ehemalige E 94) wurden abgestellt. 1990 wurde ebenso der Rohbau für das neue Komplexgebäude direkt am Haltepunkt Dessau Süd fertiggestellt. Der Bau entstand in Plattenbauweise. Mit der zunehmenden Anzahl von Elektronikkomponenten in den Fahrzeugen wurden zusätzliche Kapazitäten für deren Aufarbeitung benötigt. Hierzu wurde der ehemalige Dieselmotorprüfstand zur Elektronikwerkstatt umgebaut.
Nach der Wende änderte sich auch der Status der Lehrwerkstatt und des Berufsschulsektors. Der Berufsschulsektor ging auf die Kommune über, die Lehrwerkstatt wurde zur Ausbildungswerkstätte für die Aus- und Weiterbildung der Werksangestellten.

### Das Werk seit 1994

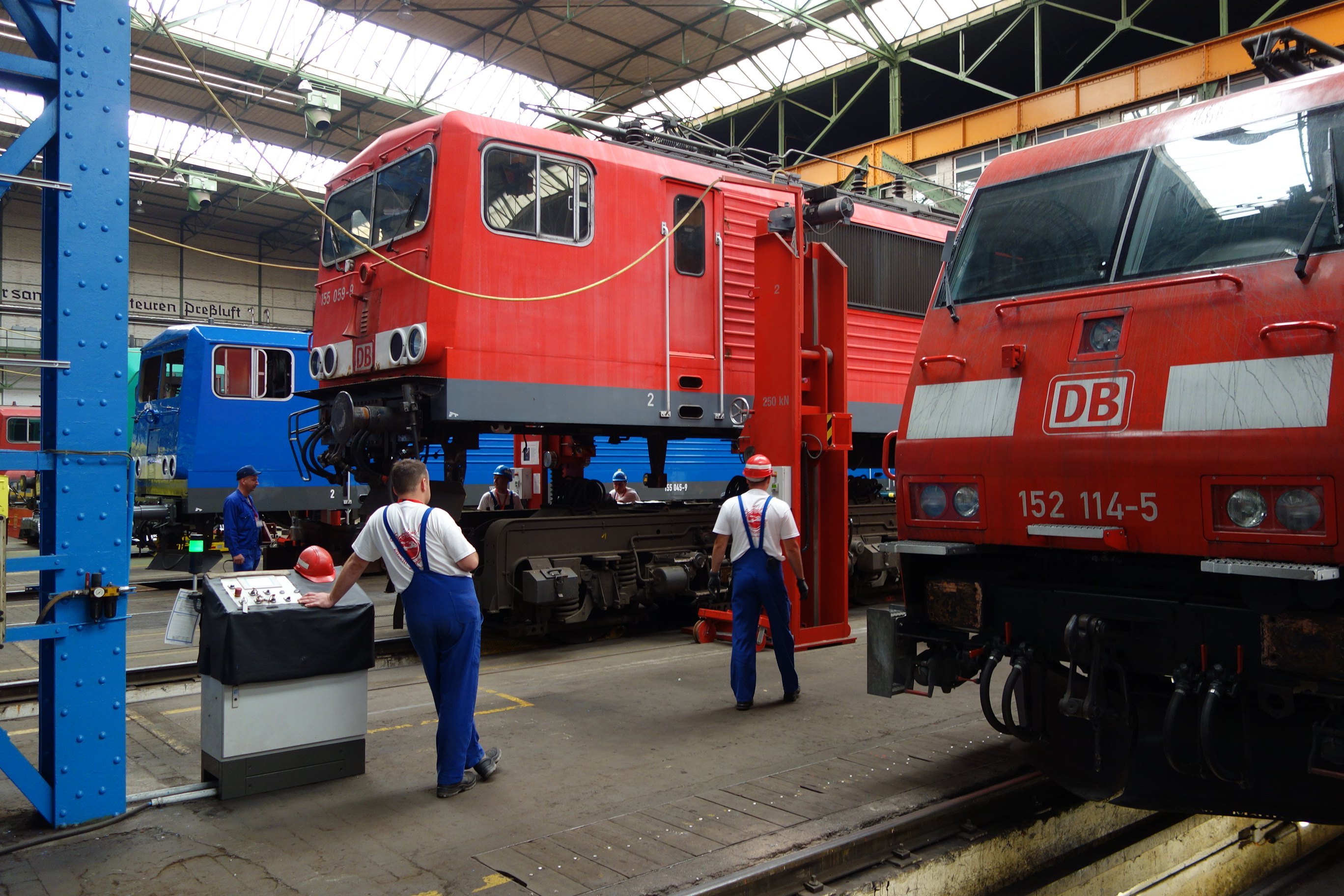
Anheben eines Lokkastens

Seit dem 1. Januar 1994 – dem Gründungsdatum der Deutschen Bahn – gehört das Werk zur Instandhaltungslandschaft des neugegründeten, nun bundesweit tätigen, deutschen Eisenbahnunternehmens. Dessau war nun Stammhaus des Regionalbereiches Dessau, zu dem noch das Ausbesserungswerk Halle und die Niederlassung Wittenberg gehörte. Der Regionalbereich hatte 1994 2201 Mitarbeiter, davon etwa zwei Drittel am Stammsitz. Die abfallende Entwicklung des Personalstammes setzte sich somit seit 1990 fort. Das Werk bekam zwischen 1994 und 1995 durch eine Beraterfirma Projekte aufgezeigt, die seine Effizienz steigern und es somit fit für die Zukunft machen sollten. Im Rahmen des Prozesses Werk 2000 – schlankes Werk kam es zur Segmentierung des Werkes. Innerhalb des Werkes wurde 1995 in die folgenden fünf Segmente untergliedert:
- Lokfertigung
- Lokfertigung 2 in Wittenberg
- Drehgestell-, Fahrmotor- und Radsatzwerkstatt
- Trafowerkstatt, elektronische Schaltgeräte und Hilfselemente
- Elektronikwerkstatt

Bereits 1996 wurde die Regionalstruktur im Rahmen der Langfristigen Werkeordnung (LWO) wieder aufgegeben. Das Werk Halle wurde wieder eigenständig. Die Niederlassung Wittenberg hingegen wurde 1997 samt den Wagenausbesserungsstellen für Güterwagen in Wittenberg und Roßlau fest in die Werksstruktur als Fertigungssegment 5 eingegliedert. Das Werk hatte 1997 nur noch 1184 Mitarbeiter.
Die nächste Umordnungsphase der Instandhaltungswerke 1998 erfolgte im Rahmen der Vorbereitung zu Ausgründung der Geschäftsbereiche des Nah-, Fern- und Güterverkehrs zu eigenständigen Unternehmen unter dem Dach der Deutschen Bahn als Holdinggesellschaft im Jahr 1999. Jedem Werk wurden die Lokomotiven eines Geschäftsbereiches zugeordnet. Die Folge dieser Umordnung war eine generelle Neuzuordnung zahlreicher Lokomotiven. Die Baureihen 150 und 155 des Geschäftsbereiches DB Cargo wurden dem Werk Cottbus, die Baureihen 110 und 111 der DB-Regio hingegen aus dem Werk Opladen nach Dessau zugeordnet. In das Instandhaltungsprogramm des Werkes gehörten nun die Elektrolokomotiven der DB-Regio, darunter die Baureihen 110, 111, 112.0, 112.1, 113, 143 und 171. Nach der vollzogenen Ausgründung der DB-Regio als Tochtergesellschaft wurde das Werk 1999 der DB-Regio zugeordnet.
Aber auch diese Werkezuordnung sollte nicht von langer Dauer sein. 2001 wurden sämtliche Instandhaltungswerke in den neugegründeten Bereich Fahrzeuginstandhaltung innerhalb des Vorstandressorts Technik der Deutschen Bahn eingegliedert. Dessau übernahm innerhalb der Fahrzeuginstandhaltung ab nun den Bereich Elektrolokomotiven. Im gleichen Jahr kommen die ersten drei sogenannten Neubaulokomotiven in das Werk – die Siemens Eurosprinterlok 127 zur vereinfachten Revision sowie die 101 104 und die 145 009 zur Unfallinstandsetzung. 2002 statten die Baureihen 152, 185 und die Siemens ES64U2 der Firma HUPAC dem Werk einen Besuch ab. Ebenso wird 2002 die erste planmäßige Revision an der Baureihe 101 und die Probezerlegung an der Baureihe 146 durchgeführt. Da die Neubaulokomotiven über Drehstromantriebe verfügen, wird 2002 auch das Projekt Antriebswerkstatt für moderne Drehstromantriebe angestoßen, um im Werk auch die Aufarbeitung der Antriebe der neuen Baureihen zu ermöglichen. 2003 übernimmt das Werk Dessau die Güterverkehrslokomotiven der Baureihen 139, 141, 151 und 181.2 aus dem geschlossenen Werk Opladen sowie die Baureihe 155 (ehemalige 250) aus Cottbus. Damit ist das Dessauer Werk das einzige Ausbesserungswerk der Deutschen Bahn für Elektrolokomotiven. Für den Produktbereich Verbrennungsmotorlokomotiven ist von nun an das Werk Cottbus zuständig.
Seit dem 1. Januar 2004 gehört die Tochterfirma DB-Fahrzeuginstandhaltung und somit auch das Werk zum Unternehmensbereich Dienstleistungen. Innerhalb der Fahrzeuginstandhaltung wird das Werk in den Produktbereich Lok (E- und V-Lok) eingeordnet. Das Aufgabenfeld bleibt jedoch das gleiche – die Erhaltung des Elektrolokomotivfuhrparkes der Deutschen Bahn. Neben der Deutschen Bahn als Hauptauftraggeber lassen seit den 2000er Jahren auch verstärkt dritte Eisenbahnverkehrsunternehmen ihre Fahrzeuge in Dessau aufarbeiten und instand setzen. 2013 werden rund 1430 Mitarbeiter beschäftigt.
Im August 2014 konnte das 85-jährige Bestehen des Werks mit einem Tag der offenen Tür gefeiert werden. Zu diesem Zeitpunkt waren über 1200 Mitarbeiter und über 90 Auszubildende im Werk beschäftigt.
Zur Unterstützung der Instandsetzung von Mehrsystemlokomotiven begann 2014 der Aufbau eines entsprechenden Lokprüfzentrums. Zunächst wurde ein Prüfgleis fertiggestellt, das sowohl mit verschiedenen Spannungssystemen als auch mit verschiedenen Zugbeeinflussungssystemen ausgerüstet ist. Anschließend war die Errichtung einer Prüfhalle für Mehrsystemlokomotiven mit vier Gleisen und acht Prüfplätzen geplant. Insgesamt sollten rund 13 Millionen Euro investiert werden. Der Probebetrieb in der nördlich der großen Lokhalle gelegenen neuen Prüfhalle sollte im Januar 2017 beginnen. Neben der Nutzung als Prüfzentrum dient sie auch der Schadaufnahme von Loks sowie der Abnahme nach erfolgter Reparatur. Die feierliche Eröffnung des neuen Lokprüfzentrums erfolgte formell am 20. April 2017. Jedoch verzögerte sich die Aufnahme des Probebetriebs aufgrund von Abnahmeproblemen erheblich. 2019 wurde der Betrieb aufgenommen. Die Kosten wurden 2018 mit 18,5 Millionen Euro angegeben.
Das Ausbesserungswerk Dessau beteiligt sich regelmäßig am Kurt-Weill-Fest, dann finden Konzerte in der historischen Werkhalle statt.

## Aufgabenbereiche

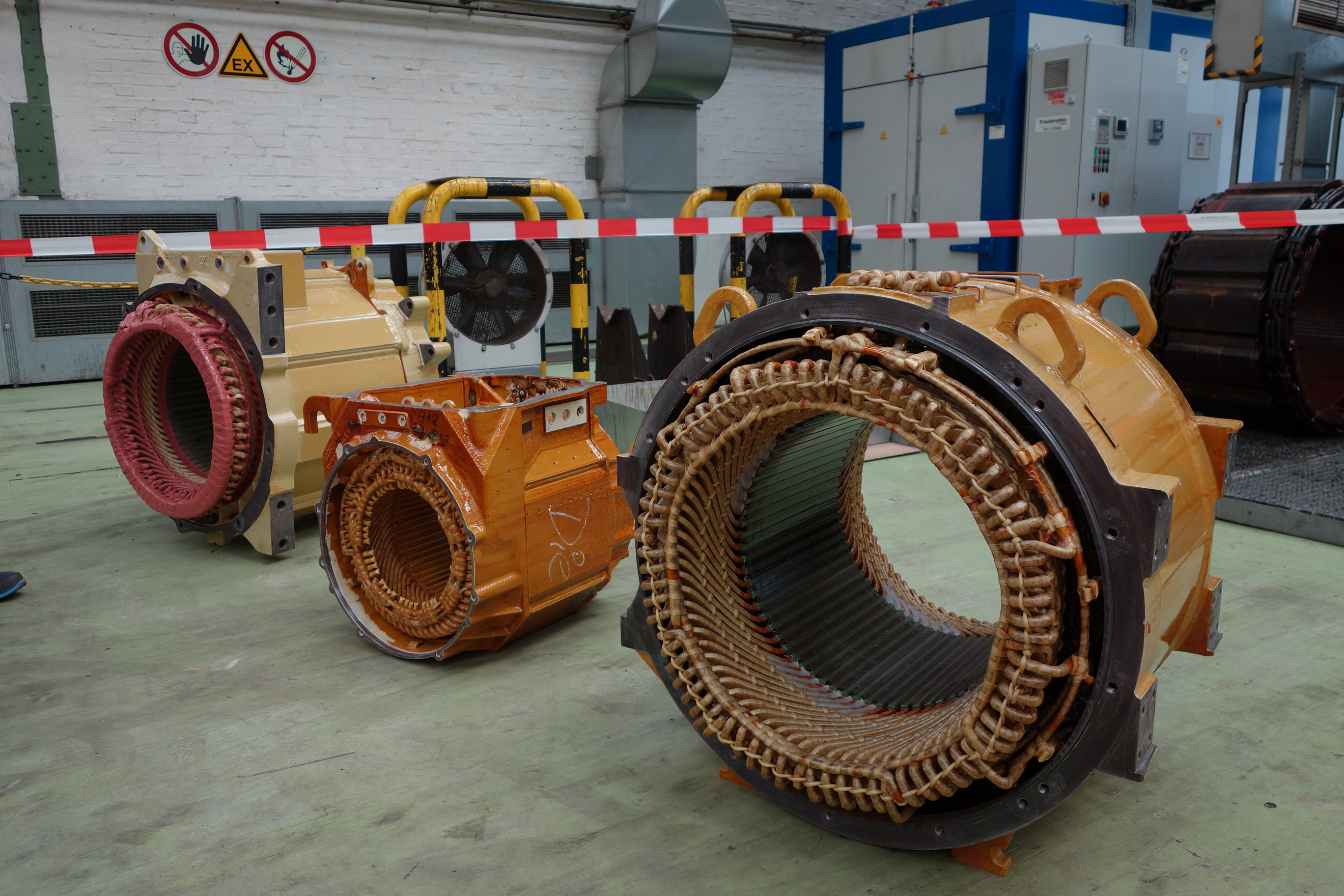
Aufgearbeitete Statoren von Fahrmotoren

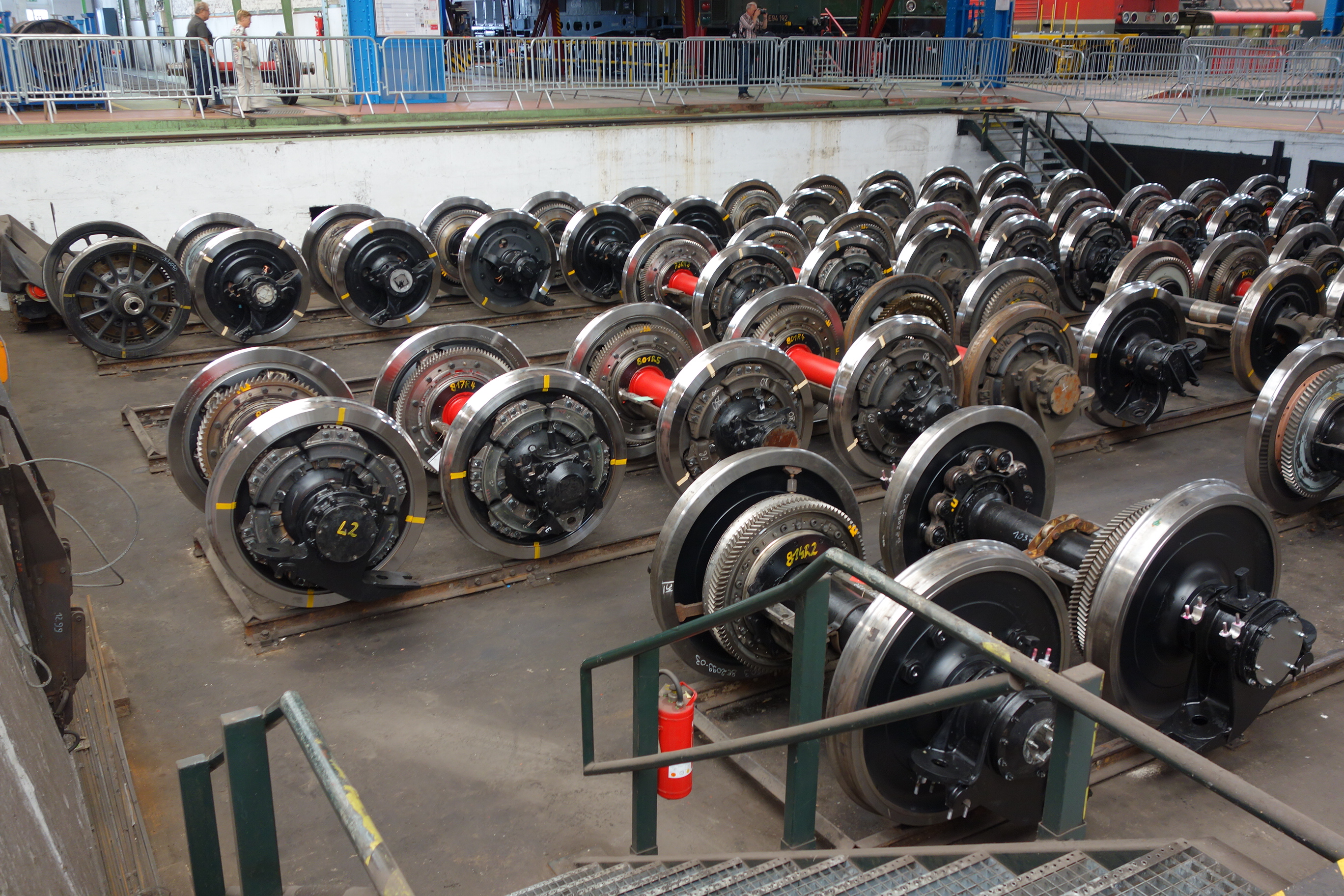
Verschiedene Treibradsätze

Das Hauptaufgabenfeld ist trotz der Zunahme der Leistungen für Dritte die Instandsetzung von Elektrolokomotiven aller Unternehmensbereiche der Deutschen Bahn. Dazu gehören Fahrzeuge des Fern-, Regional- und Güterverkehrs sowie Bahndienstfahrzeuge und Fahrzeuge aus dem historischen Fuhrpark. Zu dem Aufgabenbereich der Instandsetzung gehören Revisionen sowie teils auch Fristen und Nachschauen an Lokomotiven und deren Komponenten. Für die Aufarbeitung der Komponenten stehen im Werk zahlreiche Werkstätten in der großen Werkhalle 1 sowie in zahlreichen Außenbereichen bereit, darunter die für elektrische Fahrmotoren, Radsätze von Alt- und Neubaureihen, Drehgestelle, Transformatoren und Schaltwerke, Stromabnehmersysteme, Hauptluftverdichteranlagen sowie für Hauptschalter und Leistungselektronik. Die Aufarbeitung von Komponenten nimmt heute (2019) noch einen großen Teil der Leistung des Werkes in Anspruch und hat seit dem Jahr 2000 stetig zugenommen. Das bedeutet, dass teilweise keine kompletten Lokomotiven mehr in das Werk kommen, sondern nur noch deren Komponenten (z. B. Radsätze), die ihre Kilometerlaufleistung oder ihren Zeitpunkt für eine Untersuchung oder Instandsetzung (z. B. Revision) erreicht haben und im Heimatbetriebswerk aus der Lok ausgebaut und in das Werk geschickt wurden.
Revisionen nahmen 2009 immerhin noch ungefähr ein Fünftel, Bedarfsausbesserungen fünf Prozent und Leistungen für Dritte vier Prozent der Leistungsverteilung ein.
Seit 2004 werden in Dessau auch Triebdrehgestelle der ICE 1 und ICE 2 hauptinstandgesetzt, auch an den Fahrzeugen werden Bedarfsausbesserungen durchgeführt. S-Bahn-Viertelzüge der Baureihe 485, die 2005 bzw. 2006 von der Berliner S-Bahn abgestellt worden sind, wurden im Werk aufgearbeitet, da das Werk Schöneweide bereits mit der Baureihe 481 voll ausgelastet war. Der erste reaktivierte Viertelzug der Baureihe 485 konnte am 4. März 2011 wieder den Betrieb aufnehmen.
Seit 2022 werden auch fabrikneue Siemens-Vectron-Lokomotiven im Werk abgenommen.

### Richthalle 1

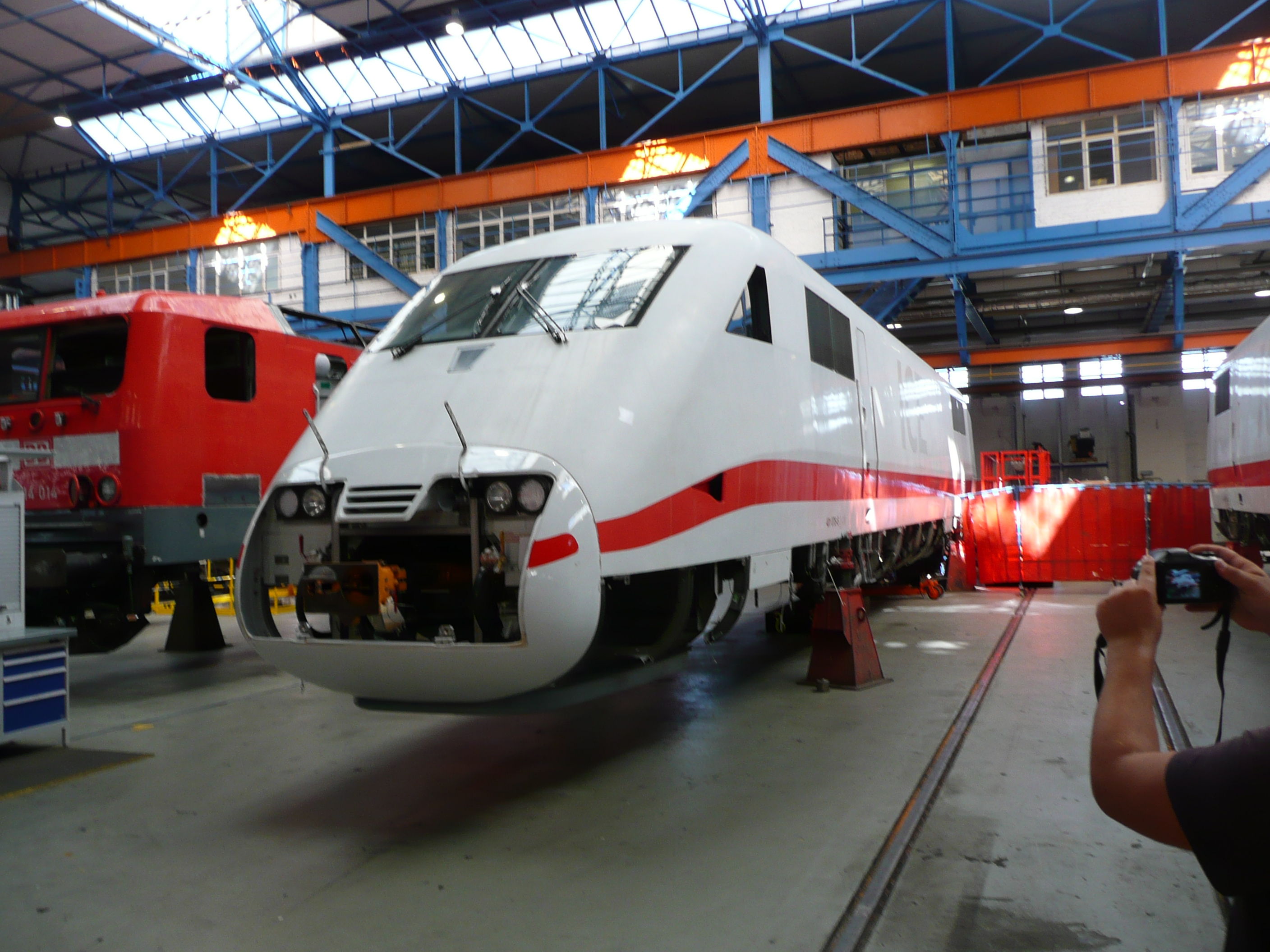
Triebkopf der Reihe 401 in der Richthalle 1 des Aw

Grundlage der Planung des Werkes war die räumliche Ausrüstung der Werkstätten. Das große Schiebebühnenfeld, in dem vor dem Zweiten Weltkrieg Rümpfe der Ju 52 montiert worden, dient heute als Lagerraum von Komponenten für die in Ausbesserung befindlichen Lokomotiven.
Kommt ein Fahrzeug zur Hauptausbesserung, wird es zuerst in seine Komponenten zerlegt. Diese werden in die betreffenden Werkstätten übergeben. Bedarfsausbesserungen am Lokkasten werden in der Lokhalle sofort nach der Zerlegung durchgeführt. Sind alle Einzelteile aufgearbeitet, wird die Lokomotive zusammengebaut. Die Prüfung wird im Außenbereich durchgeführt. In einer neuen Lokprüfhalle sind Fahrleitungen vorhanden, die die Lokomotiven mit der jeweils benötigten Fahrdrahtspannung versorgen oder spannungslos geschaltet werden können. Isolationsprüfungen können so noch einmal an der fertigen Lok durchgeführt werden. Ansonsten sind die Gleise im Werkstattbereich nicht elektrifiziert. Am südlichen Ende befinden sich zwei Durchfahrgleise, die als Windschleuse bezeichnet werden.

### Drehgestellwerkstatt

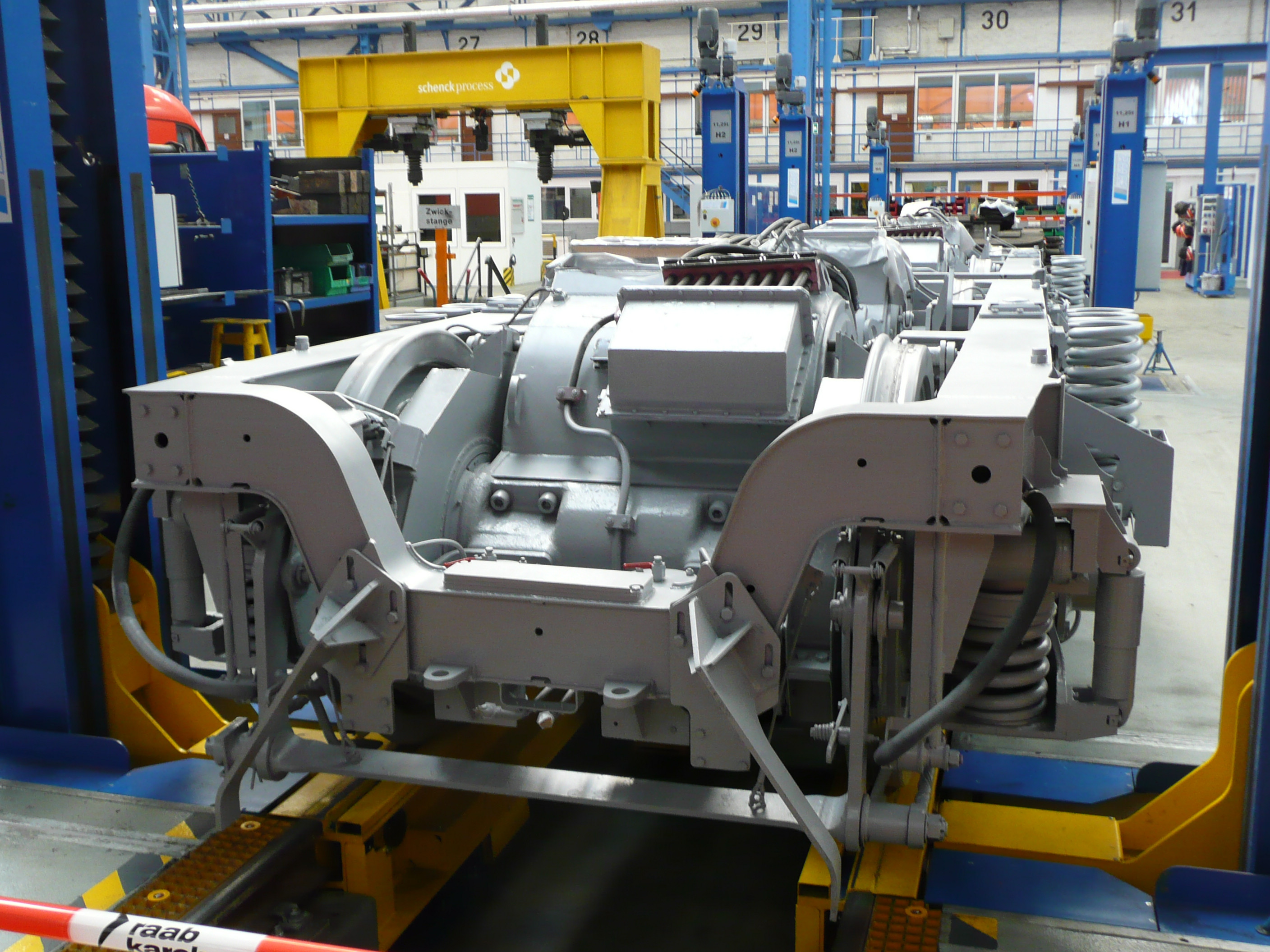
Drehgestellpresse mit einem Drehgestell einer Baureihe 155

Die Drehgestellwerkstatt ist gegenüber den Lokmontageständen in der Richthalle 1 angeordnet und der erste Anlaufpunkt des Laufwerkes nach dem Abheben des Lokomotivkastens. Nach dem Reinigen werden die einzigen Komponenten des Laufwerkes sowie der mechanischen Bremseinrichtung demontiert und an die betreffenden Werkstätten übergeben. Der Durchlauf in der Werkstatt beträgt 300 Drehgestelle im Jahr. Insgesamt werden 35 verschiedene Drehgestelltypen bearbeitet.
Der Arbeitsumfang enthält nach der Demontage die Instandhaltung und Prüfung von Drehgestellanbauteilen und Schraubenfedern, des Drehgestellrahmens, der Bremsgestängen, Bremszangen und Bremsträgern sowie die Prüfung der Federn der Primär- und der Sekundärfederung der Drehgestelle. Nach der Aufarbeitung aller Komponenten, die auch die elektrischen sowie pneumatischen Teile des Bremssystemes beinhaltet, und Zustellung der aufgearbeiteten Teile des Laufwerkes wird das Drehgestell wieder montiert und geprüft.
Dafür steht dem Werk eine Drehgestellpresse zur Verfügung, mit deren Hilfe das zusammengebaute Drehgestell mit der Belastung des Lokomotivgewichtes geprüft und vermessen wird. Es wird eine optische Prüfung mit einer Genauigkeit von 0,01 mm über eine Lasermessanlage durchgeführt. Am Ende erfolgt die Lackierung in Grundfarben.

### Fahrmotorenwerkstatt

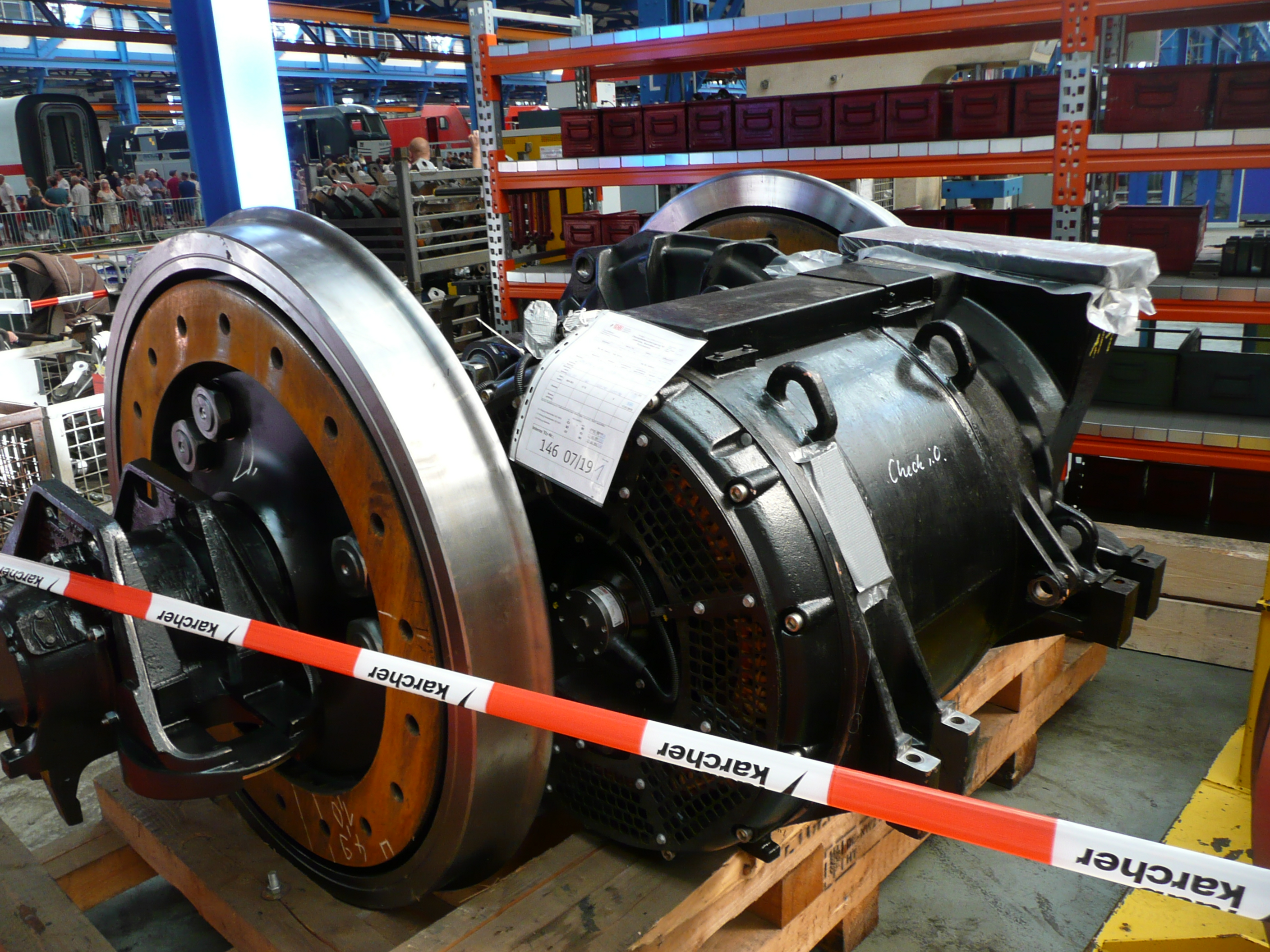
Radsatz einer 146 im AW

Fahrmotoren oder Antriebe werden in der unterschiedlichsten Form zur Aufarbeitung geliefert. Normalerweise werden Radsatz und Fahrmotor zusammen angeliefert. Bei Lokomotiven mit Asynchronmotoren beschränkt sich der Arbeitsumfang der mechanischen Aufarbeitung auf die Kugellager und eventuell Austausch derselben nach Laufleistung. Bei Rotoren von Lokomotiven mit Wechselstrom-Reihenschlussmotoren müssen der Kommutator auf Rundlauf überdreht und die Kommutatorrillen mit einer Kommutatorfräse nachgearbeitet werden.
Elektrisch werden bei beiden Motorbauarten die Wicklungen überarbeitet und bei Bedarf getauscht sowie eine elektrische Isolationsprüfung durchgeführt. Danach werden die Motoren komplettiert und mit dem Radsatz zusammengebaut sowie ein Probelauf durchgeführt. Bei Reihenschlussmotoren mit Fest- und Loslager kann der Rundlauf auf stehendem Motorgehäuse durchgeführt werden. Bei Motoren von Neubaulokomotiven ergibt sich das zweite Lager mit dem Getriebe des Radsatzes. Hier kann ein Probelauf erst im zusammengebauten Drehgestell durchgeführt werden. Neben den Fahrmotoren werden die elektrischen Maschinen der Hilfsbetriebe in der Fahrmotorenwerkstatt aufgearbeitet.

### Radsatzwerkstatt

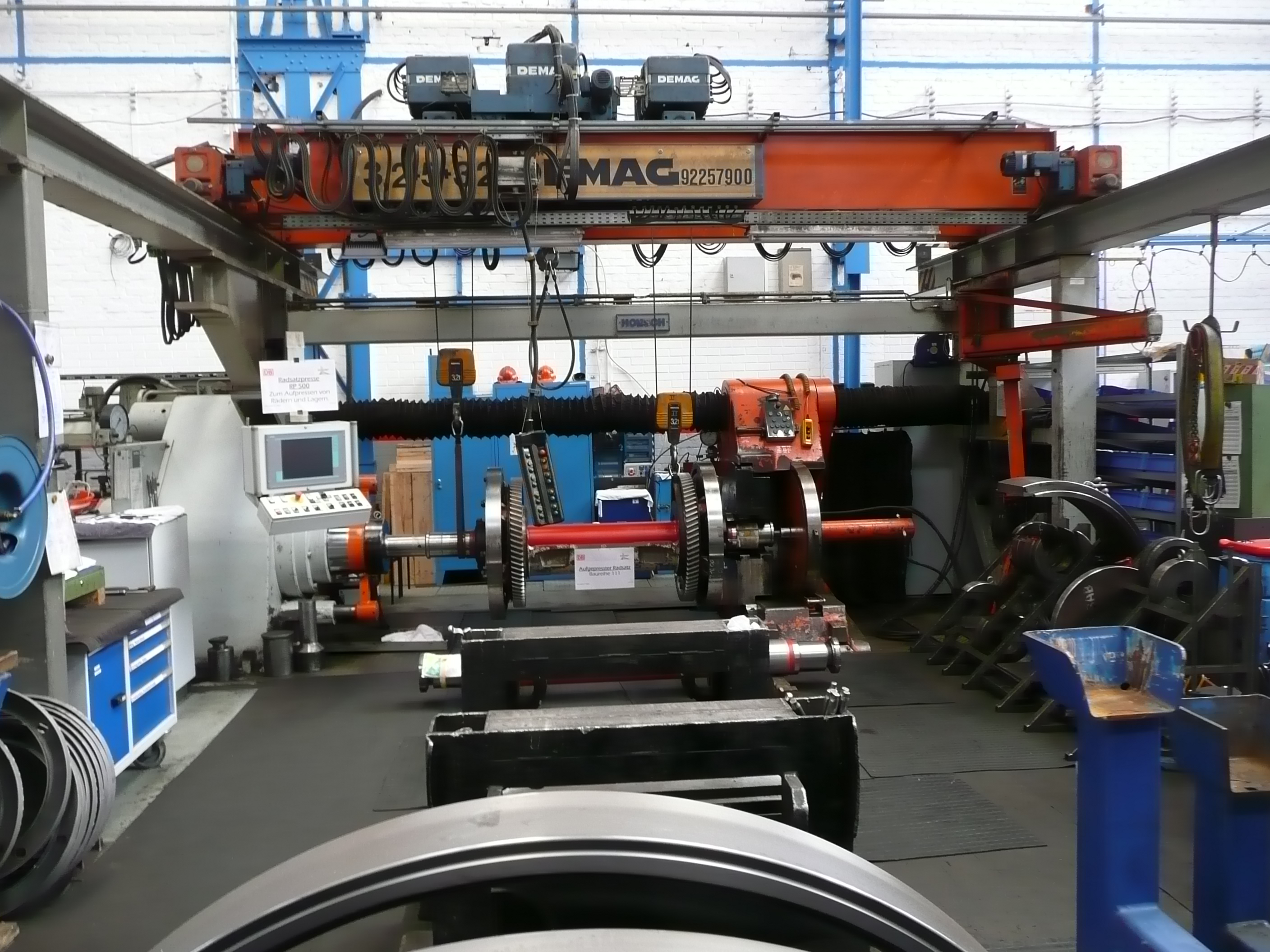
Radsatzpresse RP 500 in der Radsatzwerkstatt

In der Radsatzwerkstatt werden Radsätze der laufenden Ausbesserung sowie Radsätze aus anderen Werken bearbeitet. Dabei nimmt die Ultraschallprüfung von Achswellen oder Radkörpern einen bedeutenden Anteil ein.
Mit der Radsatzpresse RP 500 werden Radscheiben computergesteuert auf die Achswellen aufgepresst. Auch Radsatzdrehmaschinen, Einrichtungen zum Aufpressen von Radreifen und Abrollstände ermöglichen alle Arbeiten am Eisenbahnrad. Von Privatbahngesellschaften werden viele Räder mit Radreifen von Altbaulokomotiven zur Ausbesserung geliefert. Der Radreifenwechsel wird konventionell mit Sprengring durchgeführt, die Erwärmung auf 200 °C wird mit Induktionsschleifen vorgenommen. Der fertige Radsatz wird auf dem Abrollstand vermessen.
Neben der Radsatzbearbeitung werden verschiedene andere mechanische Arbeiten wie die Aufarbeitung von Luftverdichtern, Antrieben oder sonstigen Komponenten in der Radsatzwerkstatt durchgeführt.

### Trafowerkstatt

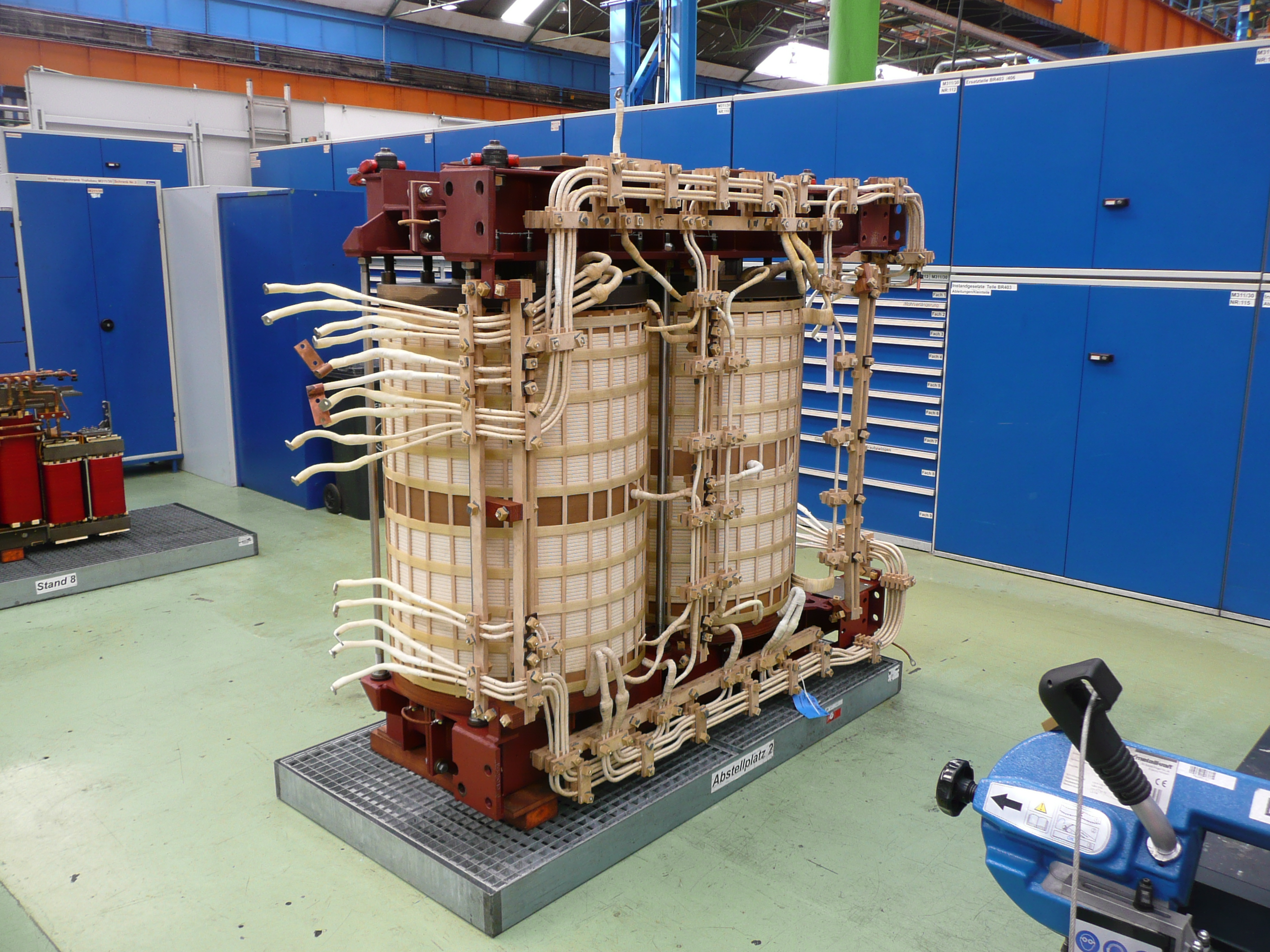
Aktivteil des Transformators der Baureihe 401

Für die Aufarbeitung der Transformatoren ist das Werk mit einer Trafopresse ausgestattet, die es erlaubt, Trafobleche mit einer Kraft von bis zu 900 kN zu verpressen. Arbeitsinhalt ist die Wartung des Trafos, des Steuerkreislaufes und des Kühlkreislaufes sowie elektrischer Schaltgeräte wie Hauptschalter, Elemente der Fahrzeugsteuerung wie Schaltwerke bzw. bei der neuen Lokomotivgeneration der Schaltelektronik.
In der Elektronikwerkstatt werden die Sicherungs- und Anzeigeelemente gewartet. In einem Nebengebäude befindet sich die Stromabnehmerwerkstatt mit einem Arbeitsplatz zur Erneuerung der Schleifleiste, der Steuerung und Prüfung der Stromabnehmermechanik zur Reparatur und Wartung aller Formen von Stromabnehmern.

## Werklokomotiven

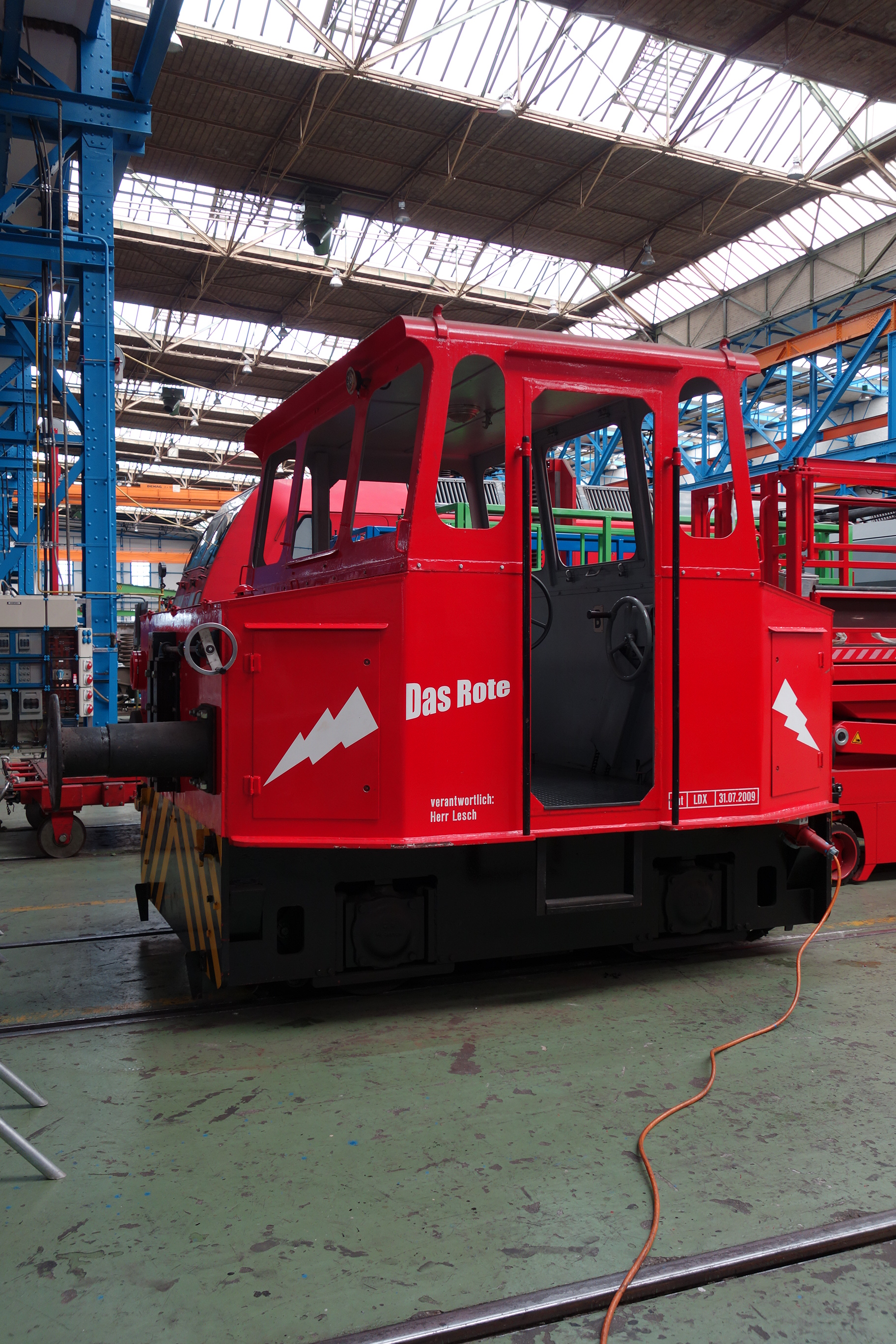
Akkuschleppfahrzeug

Nach der Ausmusterung bei DB Regio übernahm das Ausbesserungswerk Dessau im Oktober 2005 die 110 511 (ehemals 139 134) als Überführungslokomotive in seinen Bestand. Im Zuge der fälligen Hauptuntersuchung wurde sie mit einer weißen Farbgebung mit roten Zierlinien und der Aufschrift „DB Fahrzeuginstandhaltung GmbH Werk Dessau“ versehen. Gelegentlich wurde sie auch an Dritte als Kundenersatzlokomotive vermietet. Nach Ablauf der Frist 2013 wurde das Fahrzeug abgestellt und an die Pressnitztalbahn verkauft. Dort steht es mit der Aufschrift „National Express“ im Einsatz, bezeichnet mit der Pressnitztalbahn-Betriebsnummer 110 043.
Weiterhin gehören auch noch eine Kleindiesellok (335 161) und eine Akkulok (381 018) sowie vier Akkuschleppfahrzeuge (bezeichnet als „Das Gelbe“, „Das Blaue“, „Das Rote“ und „Das Grüne“) zum Fuhrpark des Werkes.